# Liste des anciennes communes du Calvados
Cette page a pour objectif de retracer toutes les modifications communales dans le département du Calvados : les anciennes communes qui ont existé depuis la Révolution française, ainsi que les créations, les modifications officielles de nom, ainsi que les échanges de territoires entre communes.
Le maillage extrêmement fin de la trame communale décidée à l'époque révolutionnaire (comme dans toute la Normandie) a permis de lister un grand nombre de communes dans le département. L'exode rural cumulé à la proximité géographique de nombre de villages entre eux a conduit à un rapprochement successif. Toutes les lois incitatives ont été suivies d'effets importants dans le département du Calvados. La première vague a eu lieu dès les années 1820-1830.
Le nombre de communes passe ainsi de 898 communes en 1800 , à 789 en 1835.  A son tour, la loi Marcellin dans les années 1970, entraîne une diminution en ramenant leur nombre à 703 (dans les limites actuelles du département), un mouvement d'ailleurs entamé avant même l'apparition de cette loi. Le statut de commune nouvelle de 2010 va une nouvelle fois donner de l'élan à ces regroupements, puisqu'aujourd'hui le département compte 526 communes (au 1er janvier 2025). Dans le Bocage, ce nouveau statut a conduit à la formation de "méga-communes", à l'image de Vire-Normandie, Souleuvre en Bocage, Mézidon Vallée d'Auge ou encore Livarot Pays d'Auge (record national du nombre de communes regroupées : 22)

## Transfert vers un autre département
| Département d'origine | Département de rattachement | Communes concernées | Décision                                            |
| --------------------- | --------------------------- | --- | --------------------------------------------------- |
| Calvados              | Manche                      | Pont-Farcy (à l'occasion de son intégration à la commune nouvelle de Tessy-Bocage)                                      | 26 décembre 2017 (Décret) 28 décembre 2017 (Arrêté) |
| Calvados              | Manche                      | Boisbenâtre (à l'occasion de sa fusion avec la commune de Coulouvray, pour former la commune de Coulouvray-Boisbenâtre) | 7 mai 1850 (Loi)                                    |

## Fusions
| Nom de la nouvelle commune                   | Communes réunies                                             | Régime                                                                                     | Date (et nature) de la décision                      | Date d'effet                                       |
| -------------------------------------------- | ------------------------------------------------------------ | ------------------------------------------------------------------------------------------ | ---------------------------------------------------- | -------------------------------------------------- |
| Saint-Martin-de-May                          | May-sur-Orne                                                 | commune nouvelle (avec communes déléguées)                                                 | 30 septembre 2024 (Arrêté)                           | 1er janvier 2025                                   |
| Saint-Martin-de-May                          | Saint-Martin-de-Fontenay                                     | commune nouvelle (avec communes déléguées)                                                 | 30 septembre 2024 (Arrêté)                           | 1er janvier 2025                                   |
| Victot-en-Auge                               | Victot-Pontfol                                               | commune nouvelle (avec communes déléguées)                                                 | 30 septembre 2024 (Arrêté)                           | 1er janvier 2025                                   |
| Victot-en-Auge                               | Gerrots                                                      | commune nouvelle (avec communes déléguées)                                                 | 30 septembre 2024 (Arrêté)                           | 1er janvier 2025                                   |
| Castine-en-Plaine                            | Rocquancourt                                                 | commune nouvelle (avec communes déléguées)                                                 | 19 décembre 2018 (Arrêté)                            | 1er janvier 2019                                   |
| Castine-en-Plaine                            | Hubert-Folie                                                 | commune nouvelle (avec communes déléguées)                                                 | 19 décembre 2018 (Arrêté)                            | 1er janvier 2019                                   |
| Castine-en-Plaine                            | Tilly-la-Campagne                                            | commune nouvelle (avec communes déléguées)                                                 | 19 décembre 2018 (Arrêté)                            | 1er janvier 2019                                   |
| Pont-l'Évêque                                | Pont-l'Évêque                                                | commune nouvelle (SANS communes déléguées)                                                 | 17 décembre 2018 (Arrêté)                            | 1er janvier 2019                                   |
| Pont-l'Évêque                                | Coudray-Rabut                                                | commune nouvelle (SANS communes déléguées)                                                 | 17 décembre 2018 (Arrêté)                            | 1er janvier 2019                                   |
| Montillières-sur-Orne                        | Trois-Monts                                                  | commune nouvelle (SANS communes déléguées)                                                 | 28 septembre 2018 (Arrêté)                           | 1er janvier 2019                                   |
| Montillières-sur-Orne                        | Goupillières                                                 | commune nouvelle (SANS communes déléguées)                                                 | 28 septembre 2018 (Arrêté)                           | 1er janvier 2019                                   |
| Cambremer                                    | Cambremer                                                    | commune nouvelle (SANS communes déléguées)                                                 | 24 septembre 2018 (Arrêté)                           | 1er janvier 2019                                   |
| Cambremer                                    | Saint-Laurent-du-Mont                                        | commune nouvelle (SANS communes déléguées)                                                 | 24 septembre 2018 (Arrêté)                           | 1er janvier 2019                                   |
| Le Castelet                                  | Saint-Aignan-de-Cramesnil                                    | commune nouvelle (avec communes déléguées)                                                 | 24 septembre 2018 (Arrêté)                           | 1er janvier 2019                                   |
| Le Castelet                                  | Garcelles-Secqueville                                        | commune nouvelle (avec communes déléguées)                                                 | 24 septembre 2018 (Arrêté)                           | 1er janvier 2019                                   |
| Cesny-les-Sources                            | Cesny-Bois-Halbout                                           | commune nouvelle (avec communes déléguées)                                                 | 24 septembre 2018 (Arrêté)                           | 1er janvier 2019                                   |
| Cesny-les-Sources                            | Acqueville                                                   | commune nouvelle (avec communes déléguées)                                                 | 24 septembre 2018 (Arrêté)                           | 1er janvier 2019                                   |
| Cesny-les-Sources                            | Angoville                                                    | commune nouvelle (avec communes déléguées)                                                 | 24 septembre 2018 (Arrêté)                           | 1er janvier 2019                                   |
| Cesny-les-Sources                            | Placy                                                        | commune nouvelle (avec communes déléguées)                                                 | 24 septembre 2018 (Arrêté)                           | 1er janvier 2019                                   |
| Cesny-les-Sources                            | Tournebu                                                     | commune nouvelle (avec communes déléguées)                                                 | 24 septembre 2018 (Arrêté)                           | 1er janvier 2019                                   |
| Aure sur Mer                                 | Sainte-Honorine-des-Pertes                                   | commune nouvelle (avec communes déléguées)                                                 | 9 décembre 2016 (Arrêté)                             | 1er janvier 2017                                   |
| Aure sur Mer                                 | Russy                                                        | commune nouvelle (avec communes déléguées)                                                 | 9 décembre 2016 (Arrêté)                             | 1er janvier 2017                                   |
| Noues de Sienne                              | Saint-Sever-Calvados                                         | commune nouvelle (avec communes déléguées)                                                 | 6 décembre 2016 (Arrêté)                             | 1er janvier 2017                                   |
| Noues de Sienne                              | Champ-du-Boult                                               | commune nouvelle (avec communes déléguées)                                                 | 6 décembre 2016 (Arrêté)                             | 1er janvier 2017                                   |
| Noues de Sienne                              | Courson                                                      | commune nouvelle (avec communes déléguées)                                                 | 6 décembre 2016 (Arrêté)                             | 1er janvier 2017                                   |
| Noues de Sienne                              | Fontenermont                                                 | commune nouvelle (avec communes déléguées)                                                 | 6 décembre 2016 (Arrêté)                             | 1er janvier 2017                                   |
| Noues de Sienne                              | Le Gast                                                      | commune nouvelle (avec communes déléguées)                                                 | 6 décembre 2016 (Arrêté)                             | 1er janvier 2017                                   |
| Noues de Sienne                              | Le Mesnil-Benoist                                            | commune nouvelle (avec communes déléguées)                                                 | 6 décembre 2016 (Arrêté)                             | 1er janvier 2017                                   |
| Noues de Sienne                              | Le Mesnil-Caussois                                           | commune nouvelle (avec communes déléguées)                                                 | 6 décembre 2016 (Arrêté)                             | 1er janvier 2017                                   |
| Noues de Sienne                              | Mesnil-Clinchamps                                            | commune nouvelle (avec communes déléguées)                                                 | 6 décembre 2016 (Arrêté)                             | 1er janvier 2017                                   |
| Noues de Sienne                              | Saint-Manvieu-Bocage                                         | commune nouvelle (avec communes déléguées)                                                 | 6 décembre 2016 (Arrêté)                             | 1er janvier 2017                                   |
| Noues de Sienne                              | Sept-Frères                                                  | commune nouvelle (avec communes déléguées)                                                 | 6 décembre 2016 (Arrêté)                             | 1er janvier 2017                                   |
| Terres de Druance                            | Lassy                                                        | commune nouvelle (avec communes déléguées)                                                 | 2 décembre 2016 (Arrêté)                             | 1er janvier 2017                                   |
| Terres de Druance                            | Saint-Jean-le-Blanc                                          | commune nouvelle (avec communes déléguées)                                                 | 2 décembre 2016 (Arrêté)                             | 1er janvier 2017                                   |
| Terres de Druance                            | Saint-Vigor-des-Mézerets                                     | commune nouvelle (avec communes déléguées)                                                 | 2 décembre 2016 (Arrêté)                             | 1er janvier 2017                                   |
| Dialan sur Chaîne                            | Jurques                                                      | commune nouvelle (avec communes déléguées)                                                 | 26 septembre 2016 (Arrêté)                           | 1er janvier 2017                                   |
| Dialan sur Chaîne                            | Le Mesnil-Auzouf                                             | commune nouvelle (avec communes déléguées)                                                 | 26 septembre 2016 (Arrêté)                           | 1er janvier 2017                                   |
| Les Monts d'Aunay                            | Aunay-sur-Odon                                               | commune nouvelle (avec communes déléguées)                                                 | 26 septembre 2016 (Arrêté)                           | 1er janvier 2017                                   |
| Les Monts d'Aunay                            | Bauquay                                                      | commune nouvelle (avec communes déléguées)                                                 | 26 septembre 2016 (Arrêté)                           | 1er janvier 2017                                   |
| Les Monts d'Aunay                            | Campandré-Valcongrain                                        | commune nouvelle (avec communes déléguées)                                                 | 26 septembre 2016 (Arrêté)                           | 1er janvier 2017                                   |
| Les Monts d'Aunay                            | Danvou-la-Ferrière                                           | commune nouvelle (avec communes déléguées)                                                 | 26 septembre 2016 (Arrêté)                           | 1er janvier 2017                                   |
| Les Monts d'Aunay                            | Ondefontaine                                                 | commune nouvelle (avec communes déléguées)                                                 | 26 septembre 2016 (Arrêté)                           | 1er janvier 2017                                   |
| Les Monts d'Aunay                            | Le Plessis-Grimoult                                          | commune nouvelle (avec communes déléguées)                                                 | 26 septembre 2016 (Arrêté)                           | 1er janvier 2017                                   |
| Les Monts d'Aunay                            | Roucamps                                                     | commune nouvelle (avec communes déléguées)                                                 | 26 septembre 2016 (Arrêté)                           | 1er janvier 2017                                   |
| Seulline                                     | Seulline                                                     | commune nouvelle (avec 3 communes déléguées : La Bigne, Coulvain et Saint-Georges-d'Aunay) | 26 septembre 2016 (Arrêté)                           | 1er janvier 2017                                   |
| Seulline                                     | La Bigne                                                     | commune nouvelle (avec 3 communes déléguées : La Bigne, Coulvain et Saint-Georges-d'Aunay) | 26 septembre 2016 (Arrêté)                           | 1er janvier 2017                                   |
| Val de Drôme                                 | Sept-Vents                                                   | commune nouvelle (avec communes déléguées)                                                 | 26 septembre 2016 (Arrêté)                           | 1er janvier 2017                                   |
| Val de Drôme                                 | Dampierre                                                    | commune nouvelle (avec communes déléguées)                                                 | 26 septembre 2016 (Arrêté)                           | 1er janvier 2017                                   |
| Val de Drôme                                 | La Lande-sur-Drôme                                           | commune nouvelle (avec communes déléguées)                                                 | 26 septembre 2016 (Arrêté)                           | 1er janvier 2017                                   |
| Val de Drôme                                 | Saint-Jean-des-Essartiers                                    | commune nouvelle (avec communes déléguées)                                                 | 26 septembre 2016 (Arrêté)                           | 1er janvier 2017                                   |
| Mézidon Vallée d'Auge                        | Mézidon-Canon                                                | commune nouvelle (avec communes déléguées)                                                 | 9 septembre 2016 (Arrêté) 16 septembre 2016 (Arrêté) | 1er janvier 2017                                   |
| Mézidon Vallée d'Auge                        | Les Authieux-Papion                                          | commune nouvelle (avec communes déléguées)                                                 | 9 septembre 2016 (Arrêté) 16 septembre 2016 (Arrêté) | 1er janvier 2017                                   |
| Mézidon Vallée d'Auge                        | Coupesarte                                                   | commune nouvelle (avec communes déléguées)                                                 | 9 septembre 2016 (Arrêté) 16 septembre 2016 (Arrêté) | 1er janvier 2017                                   |
| Mézidon Vallée d'Auge                        | Crèvecœur-en-Auge                                            | commune nouvelle (avec communes déléguées)                                                 | 9 septembre 2016 (Arrêté) 16 septembre 2016 (Arrêté) | 1er janvier 2017                                   |
| Mézidon Vallée d'Auge                        | Croissanville                                                | commune nouvelle (avec communes déléguées)                                                 | 9 septembre 2016 (Arrêté) 16 septembre 2016 (Arrêté) | 1er janvier 2017                                   |
| Mézidon Vallée d'Auge                        | Grandchamp-le-Château                                        | commune nouvelle (avec communes déléguées)                                                 | 9 septembre 2016 (Arrêté) 16 septembre 2016 (Arrêté) | 1er janvier 2017                                   |
| Mézidon Vallée d'Auge                        | Lécaude                                                      | commune nouvelle (avec communes déléguées)                                                 | 9 septembre 2016 (Arrêté) 16 septembre 2016 (Arrêté) | 1er janvier 2017                                   |
| Mézidon Vallée d'Auge                        | Magny-la-Campagne                                            | commune nouvelle (avec communes déléguées)                                                 | 9 septembre 2016 (Arrêté) 16 septembre 2016 (Arrêté) | 1er janvier 2017                                   |
| Mézidon Vallée d'Auge                        | Magny-le-Freule                                              | commune nouvelle (avec communes déléguées)                                                 | 9 septembre 2016 (Arrêté) 16 septembre 2016 (Arrêté) | 1er janvier 2017                                   |
| Mézidon Vallée d'Auge                        | Le Mesnil-Mauger                                             | commune nouvelle (avec communes déléguées)                                                 | 9 septembre 2016 (Arrêté) 16 septembre 2016 (Arrêté) | 1er janvier 2017                                   |
| Mézidon Vallée d'Auge                        | Monteille                                                    | commune nouvelle (avec communes déléguées)                                                 | 9 septembre 2016 (Arrêté) 16 septembre 2016 (Arrêté) | 1er janvier 2017                                   |
| Mézidon Vallée d'Auge                        | Percy-en-Auge                                                | commune nouvelle (avec communes déléguées)                                                 | 9 septembre 2016 (Arrêté) 16 septembre 2016 (Arrêté) | 1er janvier 2017                                   |
| Mézidon Vallée d'Auge                        | Saint-Julien-le-Faucon                                       | commune nouvelle (avec communes déléguées)                                                 | 9 septembre 2016 (Arrêté) 16 septembre 2016 (Arrêté) | 1er janvier 2017                                   |
| Mézidon Vallée d'Auge                        | Vieux-Fumé                                                   | commune nouvelle (avec communes déléguées)                                                 | 9 septembre 2016 (Arrêté) 16 septembre 2016 (Arrêté) | 1er janvier 2017                                   |
| Aurseulles                                   | Anctoville                                                   | commune nouvelle (avec 7 communes déléguées)                                               | 8 septembre 2016 (Arrêté)                            | 1er janvier 2017                                   |
| Aurseulles                                   | Longraye                                                     | commune nouvelle (avec 7 communes déléguées)                                               | 8 septembre 2016 (Arrêté)                            | 1er janvier 2017                                   |
| Aurseulles                                   | Saint-Germain-d'Ectot                                        | commune nouvelle (avec 7 communes déléguées)                                               | 8 septembre 2016 (Arrêté)                            | 1er janvier 2017                                   |
| Aurseulles                                   | Torteval-Quesnay                                             | commune nouvelle (avec 7 communes déléguées)                                               | 8 septembre 2016 (Arrêté)                            | 1er janvier 2017                                   |
| Belle Vie en Auge                            | Biéville-Quétiéville                                         | commune nouvelle (avec communes déléguées)                                                 | 8 septembre 2016 (Arrêté)                            | 1er janvier 2017                                   |
| Belle Vie en Auge                            | Saint-Loup-de-Fribois                                        | commune nouvelle (avec communes déléguées)                                                 | 8 septembre 2016 (Arrêté)                            | 1er janvier 2017                                   |
| Caumont-sur-Aure                             | Caumont-l'Éventé                                             | commune nouvelle (avec communes déléguées)                                                 | 8 septembre 2016 (Arrêté)                            | 1er janvier 2017                                   |
| Caumont-sur-Aure                             | Livry                                                        | commune nouvelle (avec communes déléguées)                                                 | 8 septembre 2016 (Arrêté)                            | 1er janvier 2017                                   |
| Caumont-sur-Aure                             | La Vacquerie                                                 | commune nouvelle (avec communes déléguées)                                                 | 8 septembre 2016 (Arrêté)                            | 1er janvier 2017                                   |
| Creully sur Seulles                          | Creully                                                      | commune nouvelle (SANS communes déléguées depuis le 1-6-2020)                              | 8 septembre 2016 (Arrêté)                            | 1er janvier 2017                                   |
| Creully sur Seulles                          | Saint-Gabriel-Brécy                                          | commune nouvelle (SANS communes déléguées depuis le 1-6-2020)                              | 8 septembre 2016 (Arrêté)                            | 1er janvier 2017                                   |
| Creully sur Seulles                          | Villiers-le-Sec                                              | commune nouvelle (SANS communes déléguées depuis le 1-6-2020)                              | 8 septembre 2016 (Arrêté)                            | 1er janvier 2017                                   |
| Formigny-la-Bataille                         | Formigny                                                     | commune nouvelle (SANS communes déléguées depuis le 26-5-2021)                             | 8 septembre 2016 (Arrêté)                            | 1er janvier 2017                                   |
| Formigny-la-Bataille                         | Aignerville                                                  | commune nouvelle (SANS communes déléguées depuis le 26-5-2021)                             | 8 septembre 2016 (Arrêté)                            | 1er janvier 2017                                   |
| Formigny-la-Bataille                         | Écrammeville                                                 | commune nouvelle (SANS communes déléguées depuis le 26-5-2021)                             | 8 septembre 2016 (Arrêté)                            | 1er janvier 2017                                   |
| Formigny-la-Bataille                         | Louvières                                                    | commune nouvelle (SANS communes déléguées depuis le 26-5-2021)                             | 8 septembre 2016 (Arrêté)                            | 1er janvier 2017                                   |
| Isigny-sur-Mer                               | Isigny-sur-Mer                                               | commune nouvelle (avec communes déléguées)                                                 | 8 septembre 2016 (Arrêté)                            | 1er janvier 2017                                   |
| Isigny-sur-Mer                               | Castilly                                                     | commune nouvelle (avec communes déléguées)                                                 | 8 septembre 2016 (Arrêté)                            | 1er janvier 2017                                   |
| Isigny-sur-Mer                               | Neuilly-la-Forêt                                             | commune nouvelle (avec communes déléguées)                                                 | 8 septembre 2016 (Arrêté)                            | 1er janvier 2017                                   |
| Isigny-sur-Mer                               | Les Oubeaux                                                  | commune nouvelle (avec communes déléguées)                                                 | 8 septembre 2016 (Arrêté)                            | 1er janvier 2017                                   |
| Isigny-sur-Mer                               | Vouilly                                                      | commune nouvelle (avec communes déléguées)                                                 | 8 septembre 2016 (Arrêté)                            | 1er janvier 2017                                   |
| Laize-Clinchamps                             | Laize-la-Ville                                               | commune nouvelle (avec communes déléguées)                                                 | 8 septembre 2016 (Arrêté)                            | 1er janvier 2017                                   |
| Laize-Clinchamps                             | Clinchamps-sur-Orne                                          | commune nouvelle (avec communes déléguées)                                                 | 8 septembre 2016 (Arrêté)                            | 1er janvier 2017                                   |
| Méry-Bissières-en-Auge                       | Méry-Corbon                                                  | commune nouvelle (SANS communes déléguées depuis le 1-3-2021)                              | 8 septembre 2016 (Arrêté)                            | 1er janvier 2017                                   |
| Méry-Bissières-en-Auge                       | Bissières                                                    | commune nouvelle (SANS communes déléguées depuis le 1-3-2021)                              | 8 septembre 2016 (Arrêté)                            | 1er janvier 2017                                   |
| Moulins en Bessin                            | Martragny                                                    | commune nouvelle (SANS communes déléguées depuis le 1-1-2019)                              | 8 septembre 2016 (Arrêté)                            | 1er janvier 2017                                   |
| Moulins en Bessin                            | Coulombs                                                     | commune nouvelle (SANS communes déléguées depuis le 1-1-2019)                              | 8 septembre 2016 (Arrêté)                            | 1er janvier 2017                                   |
| Moulins en Bessin                            | Cully                                                        | commune nouvelle (SANS communes déléguées depuis le 1-1-2019)                              | 8 septembre 2016 (Arrêté)                            | 1er janvier 2017                                   |
| Moulins en Bessin                            | Rucqueville                                                  | commune nouvelle (SANS communes déléguées depuis le 1-1-2019)                              | 8 septembre 2016 (Arrêté)                            | 1er janvier 2017                                   |
| Moult-Chicheboville                          | Moult                                                        | commune nouvelle (avec communes déléguées)                                                 | 8 septembre 2016 (Arrêté)                            | 1er janvier 2017                                   |
| Moult-Chicheboville                          | Chicheboville                                                | commune nouvelle (avec communes déléguées)                                                 | 8 septembre 2016 (Arrêté)                            | 1er janvier 2017                                   |
| Ponts sur Seulles                            | Lantheuil                                                    | commune nouvelle (SANS communes déléguées depuis le 23-3-2020)                             | 8 septembre 2016 (Arrêté)                            | 1er janvier 2017                                   |
| Ponts sur Seulles                            | Amblie                                                       | commune nouvelle (SANS communes déléguées depuis le 23-3-2020)                             | 8 septembre 2016 (Arrêté)                            | 1er janvier 2017                                   |
| Ponts sur Seulles                            | Tierceville                                                  | commune nouvelle (SANS communes déléguées depuis le 23-3-2020)                             | 8 septembre 2016 (Arrêté)                            | 1er janvier 2017                                   |
| Saint-Pierre-en-Auge                         | Saint-Pierre-sur-Dives                                       | commune nouvelle (avec communes déléguées)                                                 | 8 septembre 2016 (Arrêté) 19 décembre 2016 (Arrêté)  | 1er janvier 2017                                   |
| Saint-Pierre-en-Auge                         | Boissey                                                      | commune nouvelle (avec communes déléguées)                                                 | 8 septembre 2016 (Arrêté) 19 décembre 2016 (Arrêté)  | 1er janvier 2017                                   |
| Saint-Pierre-en-Auge                         | Bretteville-sur-Dives                                        | commune nouvelle (avec communes déléguées)                                                 | 8 septembre 2016 (Arrêté) 19 décembre 2016 (Arrêté)  | 1er janvier 2017                                   |
| Saint-Pierre-en-Auge                         | Hiéville                                                     | commune nouvelle (avec communes déléguées)                                                 | 8 septembre 2016 (Arrêté) 19 décembre 2016 (Arrêté)  | 1er janvier 2017                                   |
| Saint-Pierre-en-Auge                         | Mittois                                                      | commune nouvelle (avec communes déléguées)                                                 | 8 septembre 2016 (Arrêté) 19 décembre 2016 (Arrêté)  | 1er janvier 2017                                   |
| Saint-Pierre-en-Auge                         | Montviette                                                   | commune nouvelle (avec communes déléguées)                                                 | 8 septembre 2016 (Arrêté) 19 décembre 2016 (Arrêté)  | 1er janvier 2017                                   |
| Saint-Pierre-en-Auge                         | L'Oudon                                                      | commune nouvelle (avec communes déléguées)                                                 | 8 septembre 2016 (Arrêté) 19 décembre 2016 (Arrêté)  | 1er janvier 2017                                   |
| Saint-Pierre-en-Auge                         | Ouville-la-Bien-Tournée                                      | commune nouvelle (avec communes déléguées)                                                 | 8 septembre 2016 (Arrêté) 19 décembre 2016 (Arrêté)  | 1er janvier 2017                                   |
| Saint-Pierre-en-Auge                         | Sainte-Marguerite-de-Viette                                  | commune nouvelle (avec communes déléguées)                                                 | 8 septembre 2016 (Arrêté) 19 décembre 2016 (Arrêté)  | 1er janvier 2017                                   |
| Saint-Pierre-en-Auge                         | Saint-Georges-en-Auge                                        | commune nouvelle (avec communes déléguées)                                                 | 8 septembre 2016 (Arrêté) 19 décembre 2016 (Arrêté)  | 1er janvier 2017                                   |
| Saint-Pierre-en-Auge                         | Thiéville                                                    | commune nouvelle (avec communes déléguées)                                                 | 8 septembre 2016 (Arrêté) 19 décembre 2016 (Arrêté)  | 1er janvier 2017                                   |
| Saint-Pierre-en-Auge                         | Vaudeloges                                                   | commune nouvelle (avec communes déléguées)                                                 | 8 septembre 2016 (Arrêté) 19 décembre 2016 (Arrêté)  | 1er janvier 2017                                   |
| Saint-Pierre-en-Auge                         | Vieux-Pont-en-Auge                                           | commune nouvelle (avec communes déléguées)                                                 | 8 septembre 2016 (Arrêté) 19 décembre 2016 (Arrêté)  | 1er janvier 2017                                   |
| Thue et Mue                                  | Bretteville-l'Orgueilleuse                                   | commune nouvelle (avec communes déléguées)                                                 | 8 septembre 2016 (Arrêté)                            | 1er janvier 2017                                   |
| Thue et Mue                                  | Brouay                                                       | commune nouvelle (avec communes déléguées)                                                 | 8 septembre 2016 (Arrêté)                            | 1er janvier 2017                                   |
| Thue et Mue                                  | Cheux                                                        | commune nouvelle (avec communes déléguées)                                                 | 8 septembre 2016 (Arrêté)                            | 1er janvier 2017                                   |
| Thue et Mue                                  | Le Mesnil-Patry                                              | commune nouvelle (avec communes déléguées)                                                 | 8 septembre 2016 (Arrêté)                            | 1er janvier 2017                                   |
| Thue et Mue                                  | Putot-en-Bessin                                              | commune nouvelle (avec communes déléguées)                                                 | 8 septembre 2016 (Arrêté)                            | 1er janvier 2017                                   |
| Thue et Mue                                  | Sainte-Croix-Grand-Tonne                                     | commune nouvelle (avec communes déléguées)                                                 | 8 septembre 2016 (Arrêté)                            | 1er janvier 2017                                   |
| Val d'Arry                                   | Noyers-Missy                                                 | commune nouvelle (avec 4 communes déléguées)                                               | 8 septembre 2016 (Arrêté)                            | 1er janvier 2017                                   |
| Val d'Arry                                   | Le Locheur                                                   | commune nouvelle (avec 4 communes déléguées)                                               | 8 septembre 2016 (Arrêté)                            | 1er janvier 2017                                   |
| Val d'Arry                                   | Tournay-sur-Odon                                             | commune nouvelle (avec 4 communes déléguées)                                               | 8 septembre 2016 (Arrêté)                            | 1er janvier 2017                                   |
| Valambray                                    | Airan                                                        | commune nouvelle (avec communes déléguées)                                                 | 8 septembre 2016 (Arrêté)                            | 1er janvier 2017                                   |
| Valambray                                    | Billy                                                        | commune nouvelle (avec communes déléguées)                                                 | 8 septembre 2016 (Arrêté)                            | 1er janvier 2017                                   |
| Valambray                                    | Conteville                                                   | commune nouvelle (avec communes déléguées)                                                 | 8 septembre 2016 (Arrêté)                            | 1er janvier 2017                                   |
| Valambray                                    | Fierville-Bray                                               | commune nouvelle (avec communes déléguées)                                                 | 8 septembre 2016 (Arrêté)                            | 1er janvier 2017                                   |
| Valambray                                    | Poussy-la-Campagne                                           | commune nouvelle (avec communes déléguées)                                                 | 8 septembre 2016 (Arrêté)                            | 1er janvier 2017                                   |
| Saline                                       | Troarn (commune rétablie en 2019)                            | commune nouvelle (avec communes déléguées) (dissoute en 2019)                              | 29 juillet 2016 (Arrêté)                             | 1er janvier 2017                                   |
| Saline                                       | Sannerville (commune rétablie en 2019)                       | commune nouvelle (avec communes déléguées) (dissoute en 2019)                              | 29 juillet 2016 (Arrêté)                             | 1er janvier 2017                                   |
| Vire Normandie                               | Vire                                                         | commune nouvelle (avec communes déléguées)                                                 | 31 décembre 2015 (Arrêté)                            | 1er janvier 2016                                   |
| Vire Normandie                               | Coulonces                                                    | commune nouvelle (avec communes déléguées)                                                 | 31 décembre 2015 (Arrêté)                            | 1er janvier 2016                                   |
| Vire Normandie                               | Maisoncelles-la-Jourdan                                      | commune nouvelle (avec communes déléguées)                                                 | 31 décembre 2015 (Arrêté)                            | 1er janvier 2016                                   |
| Vire Normandie                               | Roullours                                                    | commune nouvelle (avec communes déléguées)                                                 | 31 décembre 2015 (Arrêté)                            | 1er janvier 2016                                   |
| Vire Normandie                               | Saint-Germain-de-Tallevende-la-Lande-Vaumont                 | commune nouvelle (avec communes déléguées)                                                 | 31 décembre 2015 (Arrêté)                            | 1er janvier 2016                                   |
| Vire Normandie                               | Truttemer-le-Grand                                           | commune nouvelle (avec communes déléguées)                                                 | 31 décembre 2015 (Arrêté)                            | 1er janvier 2016                                   |
| Vire Normandie                               | Truttemer-le-Petit                                           | commune nouvelle (avec communes déléguées)                                                 | 31 décembre 2015 (Arrêté)                            | 1er janvier 2016                                   |
| Vire Normandie                               | Vaudry                                                       | commune nouvelle (avec communes déléguées)                                                 | 31 décembre 2015 (Arrêté)                            | 1er janvier 2016                                   |
| Livarot-Pays-d'Auge                          | Livarot                                                      | commune nouvelle (avec communes déléguées)                                                 | 24 décembre 2015 (Arrêté)                            | 1er janvier 2016                                   |
| Livarot-Pays-d'Auge                          | Auquainville                                                 | commune nouvelle (avec communes déléguées)                                                 | 24 décembre 2015 (Arrêté)                            | 1er janvier 2016                                   |
| Livarot-Pays-d'Auge                          | Les Autels-Saint-Bazile                                      | commune nouvelle (avec communes déléguées)                                                 | 24 décembre 2015 (Arrêté)                            | 1er janvier 2016                                   |
| Livarot-Pays-d'Auge                          | Bellou                                                       | commune nouvelle (avec communes déléguées)                                                 | 24 décembre 2015 (Arrêté)                            | 1er janvier 2016                                   |
| Livarot-Pays-d'Auge                          | Cerqueux                                                     | commune nouvelle (avec communes déléguées)                                                 | 24 décembre 2015 (Arrêté)                            | 1er janvier 2016                                   |
| Livarot-Pays-d'Auge                          | Cheffreville-Tonnencourt                                     | commune nouvelle (avec communes déléguées)                                                 | 24 décembre 2015 (Arrêté)                            | 1er janvier 2016                                   |
| Livarot-Pays-d'Auge                          | La Croupte                                                   | commune nouvelle (avec communes déléguées)                                                 | 24 décembre 2015 (Arrêté)                            | 1er janvier 2016                                   |
| Livarot-Pays-d'Auge                          | Familly                                                      | commune nouvelle (avec communes déléguées)                                                 | 24 décembre 2015 (Arrêté)                            | 1er janvier 2016                                   |
| Livarot-Pays-d'Auge                          | Fervaques                                                    | commune nouvelle (avec communes déléguées)                                                 | 24 décembre 2015 (Arrêté)                            | 1er janvier 2016                                   |
| Livarot-Pays-d'Auge                          | Heurtevent                                                   | commune nouvelle (avec communes déléguées)                                                 | 24 décembre 2015 (Arrêté)                            | 1er janvier 2016                                   |
| Livarot-Pays-d'Auge                          | Le Mesnil-Bacley                                             | commune nouvelle (avec communes déléguées)                                                 | 24 décembre 2015 (Arrêté)                            | 1er janvier 2016                                   |
| Livarot-Pays-d'Auge                          | Le Mesnil-Durand                                             | commune nouvelle (avec communes déléguées)                                                 | 24 décembre 2015 (Arrêté)                            | 1er janvier 2016                                   |
| Livarot-Pays-d'Auge                          | Le Mesnil-Germain                                            | commune nouvelle (avec communes déléguées)                                                 | 24 décembre 2015 (Arrêté)                            | 1er janvier 2016                                   |
| Livarot-Pays-d'Auge                          | Meulles                                                      | commune nouvelle (avec communes déléguées)                                                 | 24 décembre 2015 (Arrêté)                            | 1er janvier 2016                                   |
| Livarot-Pays-d'Auge                          | Les Moutiers-Hubert                                          | commune nouvelle (avec communes déléguées)                                                 | 24 décembre 2015 (Arrêté)                            | 1er janvier 2016                                   |
| Livarot-Pays-d'Auge                          | Notre-Dame-de-Courson                                        | commune nouvelle (avec communes déléguées)                                                 | 24 décembre 2015 (Arrêté)                            | 1er janvier 2016                                   |
| Livarot-Pays-d'Auge                          | Préaux-Saint-Sébastien                                       | commune nouvelle (avec communes déléguées)                                                 | 24 décembre 2015 (Arrêté)                            | 1er janvier 2016                                   |
| Livarot-Pays-d'Auge                          | Saint-Martin-du-Mesnil-Oury                                  | commune nouvelle (avec communes déléguées)                                                 | 24 décembre 2015 (Arrêté)                            | 1er janvier 2016                                   |
| Livarot-Pays-d'Auge                          | Saint-Michel-de-Livet                                        | commune nouvelle (avec communes déléguées)                                                 | 24 décembre 2015 (Arrêté)                            | 1er janvier 2016                                   |
| Livarot-Pays-d'Auge                          | Saint-Ouen-le-Houx                                           | commune nouvelle (avec communes déléguées)                                                 | 24 décembre 2015 (Arrêté)                            | 1er janvier 2016                                   |
| Livarot-Pays-d'Auge                          | Sainte-Marguerite-des-Loges                                  | commune nouvelle (avec communes déléguées)                                                 | 24 décembre 2015 (Arrêté)                            | 1er janvier 2016                                   |
| Livarot-Pays-d'Auge                          | Tortisambert                                                 | commune nouvelle (avec communes déléguées)                                                 | 24 décembre 2015 (Arrêté)                            | 1er janvier 2016                                   |
| Val-de-Vie                                   | Sainte-Foy-de-Montgommery                                    | commune nouvelle (avec communes déléguées)                                                 | 24 décembre 2015 (Arrêté)                            | 1er janvier 2016                                   |
| Val-de-Vie                                   | La Brévière                                                  | commune nouvelle (avec communes déléguées)                                                 | 24 décembre 2015 (Arrêté)                            | 1er janvier 2016                                   |
| Val-de-Vie                                   | La Chapelle-Haute-Grue                                       | commune nouvelle (avec communes déléguées)                                                 | 24 décembre 2015 (Arrêté)                            | 1er janvier 2016                                   |
| Val-de-Vie                                   | Saint-Germain-de-Montgommery                                 | commune nouvelle (avec communes déléguées)                                                 | 24 décembre 2015 (Arrêté)                            | 1er janvier 2016                                   |
| Balleroy-sur-Drôme                           | Balleroy                                                     | commune nouvelle (avec communes déléguées)                                                 | 23 décembre 2015 (Arrêté)                            | 1er janvier 2016                                   |
| Balleroy-sur-Drôme                           | Vaubadon                                                     | commune nouvelle (avec communes déléguées)                                                 | 23 décembre 2015 (Arrêté)                            | 1er janvier 2016                                   |
| Le Hom                                       | Thury-Harcourt                                               | commune nouvelle (avec communes déléguées)                                                 | 22 décembre 2015 (Arrêté)                            | 1er janvier 2016                                   |
| Le Hom                                       | Caumont-sur-Orne                                             | commune nouvelle (avec communes déléguées)                                                 | 22 décembre 2015 (Arrêté)                            | 1er janvier 2016                                   |
| Le Hom                                       | Curcy-sur-Orne                                               | commune nouvelle (avec communes déléguées)                                                 | 22 décembre 2015 (Arrêté)                            | 1er janvier 2016                                   |
| Le Hom                                       | Hamars                                                       | commune nouvelle (avec communes déléguées)                                                 | 22 décembre 2015 (Arrêté)                            | 1er janvier 2016                                   |
| Le Hom                                       | Saint-Martin-de-Sallen                                       | commune nouvelle (avec communes déléguées)                                                 | 22 décembre 2015 (Arrêté)                            | 1er janvier 2016                                   |
| Rots                                         | Rots                                                         | commune nouvelle (avec communes déléguées)                                                 | 22 décembre 2015 (Arrêté)                            | 1er janvier 2016                                   |
| Rots                                         | Lasson                                                       | commune nouvelle (avec communes déléguées)                                                 | 22 décembre 2015 (Arrêté)                            | 1er janvier 2016                                   |
| Rots                                         | Secqueville-en-Bessin                                        | commune nouvelle (avec communes déléguées)                                                 | 22 décembre 2015 (Arrêté)                            | 1er janvier 2016                                   |
| La Vespière-Friardel                         | La Vespière                                                  | commune nouvelle (SANS communes déléguées depuis le 1-1-2021)                              | 22 décembre 2015 (Arrêté)                            | 1er janvier 2016                                   |
| La Vespière-Friardel                         | Friardel                                                     | commune nouvelle (SANS communes déléguées depuis le 1-1-2021)                              | 22 décembre 2015 (Arrêté)                            | 1er janvier 2016                                   |
| Seulline                                     | Saint-Georges-d'Aunay                                        | commune nouvelle (avec communes déléguées)                                                 | 17 décembre 2015 (Arrêté)                            | 1er janvier 2016                                   |
| Seulline                                     | Coulvain                                                     | commune nouvelle (avec communes déléguées)                                                 | 17 décembre 2015 (Arrêté)                            | 1er janvier 2016                                   |
| Malherbe-sur-Ajon                            | Banneville-sur-Ajon                                          | commune nouvelle (SANS communes déléguées depuis le 1-1-2018)                              | 9 décembre 2015 (Arrêté)                             | 1er janvier 2016                                   |
| Malherbe-sur-Ajon                            | Saint-Agnan-le-Malherbe                                      | commune nouvelle (SANS communes déléguées depuis le 1-1-2018)                              | 9 décembre 2015 (Arrêté)                             | 1er janvier 2016                                   |
| Noyers-Missy                                 | Noyers-Bocage                                                | commune nouvelle (avec communes déléguées)                                                 | 9 décembre 2015 (Arrêté)                             | 1er janvier 2016                                   |
| Noyers-Missy                                 | Missy                                                        | commune nouvelle (avec communes déléguées)                                                 | 9 décembre 2015 (Arrêté)                             | 1er janvier 2016                                   |
| Valorbiquet                                  | Saint-Cyr-du-Ronceray                                        | commune nouvelle (avec communes déléguées)                                                 | 9 décembre 2015 (Arrêté)                             | 1er janvier 2016                                   |
| Valorbiquet                                  | La Chapelle-Yvon                                             | commune nouvelle (avec communes déléguées)                                                 | 9 décembre 2015 (Arrêté)                             | 1er janvier 2016                                   |
| Valorbiquet                                  | Saint-Julien-de-Mailloc                                      | commune nouvelle (avec communes déléguées)                                                 | 9 décembre 2015 (Arrêté)                             | 1er janvier 2016                                   |
| Valorbiquet                                  | Saint-Pierre-de-Mailloc                                      | commune nouvelle (avec communes déléguées)                                                 | 9 décembre 2015 (Arrêté)                             | 1er janvier 2016                                   |
| Valorbiquet                                  | Tordouet                                                     | commune nouvelle (avec communes déléguées)                                                 | 9 décembre 2015 (Arrêté)                             | 1er janvier 2016                                   |
| Condé-en-Normandie                           | Condé-sur-Noireau                                            | commune nouvelle (avec communes déléguées)                                                 | 1er décembre 2015 (Arrêté)                           | 1er janvier 2016                                   |
| Condé-en-Normandie                           | La Chapelle-Engerbold                                        | commune nouvelle (avec communes déléguées)                                                 | 1er décembre 2015 (Arrêté)                           | 1er janvier 2016                                   |
| Condé-en-Normandie                           | Lénault                                                      | commune nouvelle (avec communes déléguées)                                                 | 1er décembre 2015 (Arrêté)                           | 1er janvier 2016                                   |
| Condé-en-Normandie                           | Proussy                                                      | commune nouvelle (avec communes déléguées)                                                 | 1er décembre 2015 (Arrêté)                           | 1er janvier 2016                                   |
| Condé-en-Normandie                           | Saint-Germain-du-Crioult                                     | commune nouvelle (avec communes déléguées)                                                 | 1er décembre 2015 (Arrêté)                           | 1er janvier 2016                                   |
| Condé-en-Normandie                           | Saint-Pierre-la-Vieille                                      | commune nouvelle (avec communes déléguées)                                                 | 1er décembre 2015 (Arrêté)                           | 1er janvier 2016                                   |
| Souleuvre-en-Bocage                          | Le Bény-Bocage                                               | commune nouvelle (avec communes déléguées)                                                 | 1er décembre 2015 (Arrêté)                           | 1er janvier 2016                                   |
| Souleuvre-en-Bocage                          | Beaulieu                                                     | commune nouvelle (avec communes déléguées)                                                 | 1er décembre 2015 (Arrêté)                           | 1er janvier 2016                                   |
| Souleuvre-en-Bocage                          | Bures-les-Monts                                              | commune nouvelle (avec communes déléguées)                                                 | 1er décembre 2015 (Arrêté)                           | 1er janvier 2016                                   |
| Souleuvre-en-Bocage                          | Campeaux                                                     | commune nouvelle (avec communes déléguées)                                                 | 1er décembre 2015 (Arrêté)                           | 1er janvier 2016                                   |
| Souleuvre-en-Bocage                          | Carville                                                     | commune nouvelle (avec communes déléguées)                                                 | 1er décembre 2015 (Arrêté)                           | 1er janvier 2016                                   |
| Souleuvre-en-Bocage                          | Étouvy                                                       | commune nouvelle (avec communes déléguées)                                                 | 1er décembre 2015 (Arrêté)                           | 1er janvier 2016                                   |
| Souleuvre-en-Bocage                          | La Ferrière-Harang                                           | commune nouvelle (avec communes déléguées)                                                 | 1er décembre 2015 (Arrêté)                           | 1er janvier 2016                                   |
| Souleuvre-en-Bocage                          | La Graverie                                                  | commune nouvelle (avec communes déléguées)                                                 | 1er décembre 2015 (Arrêté)                           | 1er janvier 2016                                   |
| Souleuvre-en-Bocage                          | Malloué                                                      | commune nouvelle (avec communes déléguées)                                                 | 1er décembre 2015 (Arrêté)                           | 1er janvier 2016                                   |
| Souleuvre-en-Bocage                          | Montamy                                                      | commune nouvelle (avec communes déléguées)                                                 | 1er décembre 2015 (Arrêté)                           | 1er janvier 2016                                   |
| Souleuvre-en-Bocage                          | Mont-Bertrand                                                | commune nouvelle (avec communes déléguées)                                                 | 1er décembre 2015 (Arrêté)                           | 1er janvier 2016                                   |
| Souleuvre-en-Bocage                          | Montchauvet                                                  | commune nouvelle (avec communes déléguées)                                                 | 1er décembre 2015 (Arrêté)                           | 1er janvier 2016                                   |
| Souleuvre-en-Bocage                          | Le Reculey                                                   | commune nouvelle (avec communes déléguées)                                                 | 1er décembre 2015 (Arrêté)                           | 1er janvier 2016                                   |
| Souleuvre-en-Bocage                          | Saint-Denis-Maisoncelles                                     | commune nouvelle (avec communes déléguées)                                                 | 1er décembre 2015 (Arrêté)                           | 1er janvier 2016                                   |
| Souleuvre-en-Bocage                          | Saint-Martin-des-Besaces                                     | commune nouvelle (avec communes déléguées)                                                 | 1er décembre 2015 (Arrêté)                           | 1er janvier 2016                                   |
| Souleuvre-en-Bocage                          | Saint-Martin-Don                                             | commune nouvelle (avec communes déléguées)                                                 | 1er décembre 2015 (Arrêté)                           | 1er janvier 2016                                   |
| Souleuvre-en-Bocage                          | Saint-Ouen-des-Besaces                                       | commune nouvelle (avec communes déléguées)                                                 | 1er décembre 2015 (Arrêté)                           | 1er janvier 2016                                   |
| Souleuvre-en-Bocage                          | Saint-Pierre-Tarentaine                                      | commune nouvelle (avec communes déléguées)                                                 | 1er décembre 2015 (Arrêté)                           | 1er janvier 2016                                   |
| Souleuvre-en-Bocage                          | Sainte-Marie-Laumont                                         | commune nouvelle (avec communes déléguées)                                                 | 1er décembre 2015 (Arrêté)                           | 1er janvier 2016                                   |
| Souleuvre-en-Bocage                          | Le Tourneur                                                  | commune nouvelle (avec communes déléguées)                                                 | 1er décembre 2015 (Arrêté)                           | 1er janvier 2016                                   |
| Valdallière                                  | Vassy                                                        | commune nouvelle (avec communes déléguées)                                                 | 13 octobre 2015 (Arrêté)                             | 1er janvier 2016                                   |
| Valdallière                                  | Bernières-le-Patry                                           | commune nouvelle (avec communes déléguées)                                                 | 13 octobre 2015 (Arrêté)                             | 1er janvier 2016                                   |
| Valdallière                                  | Burcy                                                        | commune nouvelle (avec communes déléguées)                                                 | 13 octobre 2015 (Arrêté)                             | 1er janvier 2016                                   |
| Valdallière                                  | Chênedollé                                                   | commune nouvelle (avec communes déléguées)                                                 | 13 octobre 2015 (Arrêté)                             | 1er janvier 2016                                   |
| Valdallière                                  | Le Désert                                                    | commune nouvelle (avec communes déléguées)                                                 | 13 octobre 2015 (Arrêté)                             | 1er janvier 2016                                   |
| Valdallière                                  | Estry                                                        | commune nouvelle (avec communes déléguées)                                                 | 13 octobre 2015 (Arrêté)                             | 1er janvier 2016                                   |
| Valdallière                                  | Montchamp                                                    | commune nouvelle (avec communes déléguées)                                                 | 13 octobre 2015 (Arrêté)                             | 1er janvier 2016                                   |
| Valdallière                                  | Pierres                                                      | commune nouvelle (avec communes déléguées)                                                 | 13 octobre 2015 (Arrêté)                             | 1er janvier 2016                                   |
| Valdallière                                  | Presles                                                      | commune nouvelle (avec communes déléguées)                                                 | 13 octobre 2015 (Arrêté)                             | 1er janvier 2016                                   |
| Valdallière                                  | La Rocque                                                    | commune nouvelle (avec communes déléguées)                                                 | 13 octobre 2015 (Arrêté)                             | 1er janvier 2016                                   |
| Valdallière                                  | Rully                                                        | commune nouvelle (avec communes déléguées)                                                 | 13 octobre 2015 (Arrêté)                             | 1er janvier 2016                                   |
| Valdallière                                  | Saint-Charles-de-Percy                                       | commune nouvelle (avec communes déléguées)                                                 | 13 octobre 2015 (Arrêté)                             | 1er janvier 2016                                   |
| Valdallière                                  | Le Theil-Bocage                                              | commune nouvelle (avec communes déléguées)                                                 | 13 octobre 2015 (Arrêté)                             | 1er janvier 2016                                   |
| Valdallière                                  | Viessoix                                                     | commune nouvelle (avec communes déléguées)                                                 | 13 octobre 2015 (Arrêté)                             | 1er janvier 2016                                   |
| Colomby-Anguerny                             | Anguerny                                                     | commune nouvelle (SANS communes déléguées depuis le 1-1-2019)                              | 30 septembre 2015 (Arrêté)                           | 1er janvier 2016                                   |
| Colomby-Anguerny                             | Colomby-sur-Thaon                                            | commune nouvelle (SANS communes déléguées depuis le 1-1-2019)                              | 30 septembre 2015 (Arrêté)                           | 1er janvier 2016                                   |
| Notre-Dame-d'Estrées-Corbon                  | Notre-Dame-d'Estrées                                         | commune nouvelle (SANS communes déléguées)                                                 | 30 septembre 2014 (Arrêté)                           | 1er janvier 2015                                   |
| Notre-Dame-d'Estrées-Corbon                  | Corbon                                                       | commune nouvelle (SANS communes déléguées)                                                 | 30 septembre 2014 (Arrêté)                           | 1er janvier 2015                                   |
| Bavent                                       | Bavent                                                       | fusion association                                                                         | 7 décembre 1974 (Arrêté)                             | 1er janvier 1975                                   |
| Bavent                                       | Robehomme                                                    | fusion association                                                                         | 7 décembre 1974 (Arrêté)                             | 1er janvier 1975                                   |
| Torteval-Quesnay                             | Torteval                                                     | fusion simple                                                                              | 7 décembre 1974 (Arrêté)                             | 1er janvier 1975                                   |
| Torteval-Quesnay                             | Quesnay-Guesnon                                              | fusion simple                                                                              | 7 décembre 1974 (Arrêté)                             | 1er janvier 1975                                   |
| Pont-Farcy                                   | Pont-Farcy                                                   | fusion association (fusion simple depuis le 1-1-2018)                                      | 27 avril 1973 (Arrêté)                               | 1er mai 1973                                       |
| Pont-Farcy                                   | Pleines-Œuvres                                               | fusion association (fusion simple depuis le 1-1-2018)                                      | 27 avril 1973 (Arrêté)                               | 1er mai 1973                                       |
| Biéville-Quétiéville                         | Quétiéville                                                  | fusion simple                                                                              | 29 mars 1973 (Arrêté)                                | 1er avril 1973                                     |
| Biéville-Quétiéville                         | Biéville-en-Auge                                             | fusion simple                                                                              | 29 mars 1973 (Arrêté)                                | 1er avril 1973                                     |
| Honfleur                                     | Honfleur                                                     | fusion association                                                                         | 28 mars 1973 (Arrêté)                                | 1er avril 1973                                     |
| Honfleur                                     | Vasouy                                                       | fusion association                                                                         | 28 mars 1973 (Arrêté)                                | 1er avril 1973                                     |
| Anctoville                                   | Anctoville                                                   | fusion association (puis communes déléguées à compter du 1-1-2017)                         | 30 décembre 1972 (Arrêté)                            | 1er janvier 1973                                   |
| Anctoville                                   | Feuguerolles-sur-Seulles                                     | fusion association (puis communes déléguées à compter du 1-1-2017)                         | 30 décembre 1972 (Arrêté)                            | 1er janvier 1973                                   |
| Anctoville                                   | Orbois                                                       | fusion association (puis communes déléguées à compter du 1-1-2017)                         | 30 décembre 1972 (Arrêté)                            | 1er janvier 1973                                   |
| Anctoville                                   | Sermentot                                                    | fusion association (puis communes déléguées à compter du 1-1-2017)                         | 30 décembre 1972 (Arrêté)                            | 1er janvier 1973                                   |
| Danvou-la-Ferrière                           | Danvou                                                       | fusion association (fusion simple depuis le 1-9-1977)                                      | 30 décembre 1972 (Arrêté)                            | 1er janvier 1973                                   |
| Danvou-la-Ferrière                           | La Ferrière-Duval                                            | fusion association (fusion simple depuis le 1-9-1977)                                      | 30 décembre 1972 (Arrêté)                            | 1er janvier 1973                                   |
| Livry                                        | Livry                                                        | fusion association (jusqu'au 31-12-2016)                                                   | 30 décembre 1972 (Arrêté)                            | 1er janvier 1973                                   |
| Livry                                        | Parfouru-l'Éclin                                             | fusion association (jusqu'au 31-12-2016)                                                   | 30 décembre 1972 (Arrêté)                            | 1er janvier 1973                                   |
| Beaufour-Druval                              | Druval                                                       | fusion association                                                                         | 26 décembre 1972 (Arrêté)                            | 1er janvier 1973                                   |
| Beaufour-Druval                              | Beaufour                                                     | fusion association                                                                         | 26 décembre 1972 (Arrêté)                            | 1er janvier 1973                                   |
| Beaufour-Druval                              | Saint-Aubin-Lébizay                                          | fusion association                                                                         | 26 décembre 1972 (Arrêté)                            | 1er janvier 1973                                   |
| Cambremer                                    | Cambremer                                                    | fusion association (jusqu'au 31-12-2017)                                                   | 26 décembre 1972 (Arrêté)                            | 1er janvier 1973                                   |
| Cambremer                                    | Grandouet                                                    | fusion association (jusqu'au 31-12-2017)                                                   | 26 décembre 1972 (Arrêté)                            | 1er janvier 1973                                   |
| Cambremer                                    | Saint-Aubin-sur-Algot                                        | fusion association (jusqu'au 31-12-2017)                                                   | 26 décembre 1972 (Arrêté)                            | 1er janvier 1973                                   |
| Cambremer                                    | Saint-Pair-du-Mont                                           | fusion association (jusqu'au 31-12-2017)                                                   | 26 décembre 1972 (Arrêté)                            | 1er janvier 1973                                   |
| Douvres-la-Délivrande                        | Douvres-la-Délivrande                                        | fusion association (fusion simple depuis le 31-8-2022)                                     | 26 décembre 1972 (Arrêté)                            | 1er janvier 1973                                   |
| Douvres-la-Délivrande                        | Tailleville                                                  | fusion association (fusion simple depuis le 31-8-2022)                                     | 26 décembre 1972 (Arrêté)                            | 1er janvier 1973                                   |
| Hotot-en-Auge                                | Hotot-en-Auge                                                | fusion simple                                                                              | 26 décembre 1972 (Arrêté)                            | 1er janvier 1973                                   |
| Hotot-en-Auge                                | Brocottes                                                    | fusion simple                                                                              | 26 décembre 1972 (Arrêté)                            | 1er janvier 1973                                   |
| Hotot-en-Auge                                | Le Ham                                                       | fusion simple                                                                              | 26 décembre 1972 (Arrêté)                            | 1er janvier 1973                                   |
| L'Oudon,                                     | Notre-Dame-de-Fresnay                                        | fusion association (jusqu'au 31-12-2016)                                                   | 26 décembre 1972 (Arrêté)                            | 1er janvier 1973                                   |
| L'Oudon,                                     | Ammeville                                                    | fusion association (jusqu'au 31-12-2016)                                                   | 26 décembre 1972 (Arrêté)                            | 1er janvier 1973                                   |
| L'Oudon,                                     | Berville                                                     | fusion association (jusqu'au 31-12-2016)                                                   | 26 décembre 1972 (Arrêté)                            | 1er janvier 1973                                   |
| L'Oudon,                                     | Écots                                                        | fusion association (jusqu'au 31-12-2016)                                                   | 26 décembre 1972 (Arrêté)                            | 1er janvier 1973                                   |
| L'Oudon,                                     | Garnetot                                                     | fusion association (jusqu'au 31-12-2016)                                                   | 26 décembre 1972 (Arrêté)                            | 1er janvier 1973                                   |
| L'Oudon,                                     | Grandmesnil                                                  | fusion association (jusqu'au 31-12-2016)                                                   | 26 décembre 1972 (Arrêté)                            | 1er janvier 1973                                   |
| L'Oudon,                                     | Lieury                                                       | fusion association (jusqu'au 31-12-2016)                                                   | 26 décembre 1972 (Arrêté)                            | 1er janvier 1973                                   |
| L'Oudon,                                     | Montpinçon                                                   | fusion association (jusqu'au 31-12-2016)                                                   | 26 décembre 1972 (Arrêté)                            | 1er janvier 1973                                   |
| L'Oudon,                                     | Saint-Martin-de-Fresnay                                      | fusion association (jusqu'au 31-12-2016)                                                   | 26 décembre 1972 (Arrêté)                            | 1er janvier 1973                                   |
| L'Oudon,                                     | Tôtes                                                        | fusion association (jusqu'au 31-12-2016)                                                   | 26 décembre 1972 (Arrêté)                            | 1er janvier 1973                                   |
| Saint-Martin-de-Bienfaite-la-Cressonnière    | Saint-Martin-de-Bienfaite                                    | fusion association (fusion simple depuis le 1-1-2012)                                      | 26 décembre 1972 (Arrêté)                            | 1er janvier 1973                                   |
| Saint-Martin-de-Bienfaite-la-Cressonnière    | La Cressonnière                                              | fusion association (fusion simple depuis le 1-1-2012)                                      | 26 décembre 1972 (Arrêté)                            | 1er janvier 1973                                   |
| Saint-Martin-des-Besaces                     | Saint-Martin-des-Besaces                                     | fusion association (jusqu'au 31-12-2015)                                                   | 26 décembre 1972 (Arrêté)                            | 1er janvier 1973                                   |
| Saint-Martin-des-Besaces                     | La Ferrière-au-Doyen                                         | fusion association (jusqu'au 31-12-2015)                                                   | 26 décembre 1972 (Arrêté)                            | 1er janvier 1973                                   |
| Feuguerolles-Bully                           | Feuguerolles-sur-Orne                                        | fusion association                                                                         | 21 décembre 1972 (Arrêté)                            | 1er janvier 1973                                   |
| Feuguerolles-Bully                           | Bully                                                        | fusion association                                                                         | 21 décembre 1972 (Arrêté)                            | 1er janvier 1973                                   |
| Hottot-Longraye                              | Hottot-les-Bagues (commune rétablie en 1983)                 | fusion association (dissoute en 1983)                                                      | 29 novembre 1972 (Arrêté)                            | 1er décembre 1972                                  |
| Hottot-Longraye                              | Longraye (commune rétablie en 1983)                          | fusion association (dissoute en 1983)                                                      | 29 novembre 1972 (Arrêté)                            | 1er décembre 1972                                  |
| Le Mesnil-Mauger                             | Le Mesnil-Mauger                                             | fusion association (jusqu'au 31-12-2016)                                                   | 13 novembre 1972 (Arrêté)                            | 1er janvier 1973                                   |
| Le Mesnil-Mauger                             | Écajeul                                                      | fusion association (jusqu'au 31-12-2016)                                                   | 13 novembre 1972 (Arrêté)                            | 1er janvier 1973                                   |
| Le Mesnil-Mauger                             | Saint-Crespin                                                | fusion association (jusqu'au 31-12-2016)                                                   | 13 novembre 1972 (Arrêté)                            | 1er janvier 1973                                   |
| Le Mesnil-Mauger                             | Sainte-Marie-aux-Anglais                                     | fusion association (jusqu'au 31-12-2016)                                                   | 13 novembre 1972 (Arrêté)                            | 1er janvier 1973                                   |
| Grandcamp-Maisy                              | Grandcamp-les-Bains                                          | fusion association (fusion simple depuis le 1-7-1993)                                      | 31 octobre 1972 (Arrêté)                             | 1er novembre 1972                                  |
| Grandcamp-Maisy                              | Maisy                                                        | fusion association (fusion simple depuis le 1-7-1993)                                      | 31 octobre 1972 (Arrêté)                             | 1er novembre 1972                                  |
| Saint-Germain-de-Tallevende-la-Lande-Vaumont | Saint-Germain-de-Tallevende                                  | fusion association (fusion simple depuis le 1-1-1978)                                      | 16 octobre 1972 (Arrêté)                             | 1er janvier 1973                                   |
| Saint-Germain-de-Tallevende-la-Lande-Vaumont | La Lande-Vaumont                                             | fusion association (fusion simple depuis le 1-1-1978)                                      | 16 octobre 1972 (Arrêté)                             | 1er janvier 1973                                   |
| Biéville-Beuville                            | Beuville                                                     | fusion association (fusion simple depuis le 1-10-1982)                                     | 30 septembre 1972 (Arrêté)                           | 1er octobre 1972                                   |
| Biéville-Beuville                            | Biéville-sur-Orne                                            | fusion association (fusion simple depuis le 1-10-1982)                                     | 30 septembre 1972 (Arrêté)                           | 1er octobre 1972                                   |
| Landelles-et-Coupigny                        | Landelles-et-Coupigny                                        | fusion association (fusion simple depuis le 1-7-2015)                                      | 16 septembre 1972 (Arrêté)                           | 1er janvier 1973                                   |
| Landelles-et-Coupigny                        | Annebecq                                                     | fusion association (fusion simple depuis le 1-7-2015)                                      | 16 septembre 1972 (Arrêté)                           | 1er janvier 1973                                   |
| Port-en-Bessin-Huppain                       | Port-en-Bessin                                               | fusion association                                                                         | 16 septembre 1972 (Arrêté)                           | 1er octobre 1972                                   |
| Port-en-Bessin-Huppain                       | Huppain                                                      | fusion association                                                                         | 16 septembre 1972 (Arrêté)                           | 1er octobre 1972                                   |
| Vendeuvre                                    | Vendeuvre                                                    | fusion association (fusion simple depuis le 31-12-2023)                                    | 16 septembre 1972 (Arrêté)                           | 1er janvier 1973                                   |
| Vendeuvre                                    | Escures-sur-Favières                                         | fusion association (fusion simple depuis le 31-12-2023)                                    | 16 septembre 1972 (Arrêté)                           | 1er janvier 1973                                   |
| Vendeuvre                                    | Grisy                                                        | fusion association (fusion simple depuis le 31-12-2023)                                    | 16 septembre 1972 (Arrêté)                           | 1er janvier 1973                                   |
| Courtonne-les-Deux-Églises                   | Courtonne-la-Ville                                           | fusion association                                                                         | 11 septembre 1972 (Arrêté)                           | 1er janvier 1973                                   |
| Courtonne-les-Deux-Églises                   | Saint-Paul-de-Courtonne                                      | fusion association                                                                         | 11 septembre 1972 (Arrêté)                           | 1er janvier 1973                                   |
| Mézidon-Canon                                | Mézidon                                                      | fusion association (fusion simple depuis le 1-1-2000)                                      | 26 août 1972 (Arrêté)                                | 1er septembre 1972                                 |
| Mézidon-Canon                                | Canon                                                        | fusion association (fusion simple depuis le 1-1-2000)                                      | 26 août 1972 (Arrêté)                                | 1er septembre 1972                                 |
| Fierville-Bray                               | Fierville-la-Campagne                                        | fusion association (fusion simple depuis le 1-11-1987)                                     | 8 août 1972 (Arrêté)                                 | 1er janvier 1973                                   |
| Fierville-Bray                               | Bray-la-Campagne                                             | fusion association (fusion simple depuis le 1-11-1987)                                     | 8 août 1972 (Arrêté)                                 | 1er janvier 1973                                   |
| Troarn                                       | Troarn                                                       | fusion association                                                                         | 29 juin 1972 (Arrêté)                                | 1er juillet 1972                                   |
| Troarn                                       | Bures-sur-Dives                                              | fusion association                                                                         | 29 juin 1972 (Arrêté)                                | 1er juillet 1972                                   |
| Vire                                         | Vire                                                         | fusion association (jusqu'au 31-12-2015)                                                   | 29 juin 1972 (Arrêté)                                | 1er juillet 1972                                   |
| Vire                                         | Saint-Martin-de-Tallevende                                   | fusion association (jusqu'au 31-12-2015)                                                   | 29 juin 1972 (Arrêté)                                | 1er juillet 1972                                   |
| Saint-Manvieu-Norrey                         | Saint-Manvieu                                                | fusion simple                                                                              | 21 juin 1972 (Arrêté)                                | 1er juillet 1972                                   |
| Saint-Manvieu-Norrey                         | Norrey-en-Bessin                                             | fusion simple                                                                              | 21 juin 1972 (Arrêté)                                | 1er juillet 1972                                   |
| Vacognes-Neuilly                             | Vacognes                                                     | fusion association (fusion simple depuis le 31-12-2020)                                    | 31 mars 1972 (Arrêté)                                | 1er avril 1972                                     |
| Vacognes-Neuilly                             | Neuilly-le-Malherbe                                          | fusion association (fusion simple depuis le 31-12-2020)                                    | 31 mars 1972 (Arrêté)                                | 1er avril 1972                                     |
| Cesny-aux-Vignes-Ouézy                       | Cesny-aux-Vignes (commune rétablie en 2006)                  | fusion association (dissoute en 2006)                                                      | 31 décembre 1971 (Arrêté)                            | 1er janvier 1972                                   |
| Cesny-aux-Vignes-Ouézy                       | Ouézy (commune rétablie en 2006)                             | fusion association (dissoute en 2006)                                                      | 31 décembre 1971 (Arrêté)                            | 1er janvier 1972                                   |
| Le Molay-Littry                              | Littry                                                       | fusion                                                                                     | 19 juillet 1968 (Arrêté)                             | 23 janvier 1969                                    |
| Le Molay-Littry                              | Le Molay                                                     | fusion                                                                                     | 19 juillet 1968 (Arrêté)                             | 23 janvier 1969                                    |
| Vendeuvre                                    | Vendeuvre                                                    | fusion                                                                                     | 24 février 1965 (Arrêté)                             | 26 février 1965                                    |
| Vendeuvre                                    | Morières                                                     | fusion                                                                                     | 24 février 1965 (Arrêté)                             | 26 février 1965                                    |
| Castilly                                     | Castilly                                                     | fusion                                                                                     | 9 février 1965 (Arrêté)                              | 15 février 1965                                    |
| Castilly                                     | Mestry                                                       | fusion                                                                                     | 9 février 1965 (Arrêté)                              | 15 février 1965                                    |
| Sainte-Marguerite-d'Elle                     | Sainte-Marguerite-d'Elle                                     | fusion                                                                                     | 27 janvier 1965 (Arrêté) 29 mars 1966 (Décret)       | 1er février 1965                                   |
| Sainte-Marguerite-d'Elle                     | Baynes                                                       | fusion                                                                                     | 27 janvier 1965 (Arrêté) 29 mars 1966 (Décret)       | 1er février 1965                                   |
| Saint-Gabriel-Brécy                          | Saint-Gabriel                                                | fusion                                                                                     | 24 décembre 1964 (Arrêté)                            | 1er janvier 1965                                   |
| Saint-Gabriel-Brécy                          | Brécy                                                        | fusion                                                                                     | 24 décembre 1964 (Arrêté)                            | 1er janvier 1965                                   |
| Saint-Pierre-Tarentaine                      | Saint-Pierre-Tarentaine                                      | fusion                                                                                     | 30 janvier 1964 (Arrêté)                             | 17 février 1964                                    |
| Saint-Pierre-Tarentaine                      | Arclais                                                      | fusion                                                                                     | 30 janvier 1964 (Arrêté)                             | 17 février 1964                                    |
| Lisieux                                      | Lisieux                                                      | fusion                                                                                     | 29 janvier 1960 (Décret)                             | 31 janvier 1960                                    |
| Lisieux                                      | Saint-Jacques (une partie)                                   | fusion                                                                                     | 29 janvier 1960 (Décret)                             | 31 janvier 1960                                    |
| Beuvillers                                   | Beuvillers                                                   | fusion                                                                                     | 29 janvier 1960 (Décret)                             | 31 janvier 1960                                    |
| Beuvillers                                   | Saint-Jacques (une partie)                                   | fusion                                                                                     | 29 janvier 1960 (Décret)                             | 31 janvier 1960                                    |
| Hermival-les-Vaux                            | Hermival-les-Vaux                                            | fusion                                                                                     | 29 janvier 1960 (Décret)                             | 31 janvier 1960                                    |
| Hermival-les-Vaux                            | Saint-Jacques (une partie)                                   | fusion                                                                                     | 29 janvier 1960 (Décret)                             | 31 janvier 1960                                    |
| Vire                                         | Vire                                                         | fusion                                                                                     | 12 février 1953 (Arrêté)                             | 23 mars 1953                                       |
| Vire                                         | Neuville                                                     | fusion                                                                                     | 12 février 1953 (Arrêté)                             | 23 mars 1953                                       |
| Caen                                         | Caen                                                         | fusion                                                                                     | 30 mai 1952 (Arrêté)                                 | 5 juin 1952                                        |
| Caen                                         | Venoix                                                       | fusion                                                                                     | 30 mai 1952 (Arrêté)                                 | 5 juin 1952                                        |
| Pont-d'Ouilly                                | Saint-Marc-d'Ouilly                                          | fusion                                                                                     | 23 août 1947 (Décret)                                | 23 août 1947 (Décret)                              |
| Pont-d'Ouilly                                | Ouilly-le-Basset                                             | fusion                                                                                     | 23 août 1947 (Décret)                                | 23 août 1947 (Décret)                              |
| Cheffreville-Tonnencourt                     | Cheffreville                                                 | fusion                                                                                     | 18 juillet 1882 (Décret)                             | 18 juillet 1882 (Décret)                           |
| Cheffreville-Tonnencourt                     | Tonnencourt                                                  | fusion                                                                                     | 18 juillet 1882 (Décret)                             | 18 juillet 1882 (Décret)                           |
| Formentin                                    | Formentin                                                    | fusion                                                                                     | 12 novembre 1868 (Décret),                           | 12 novembre 1868 (Décret),                         |
| Formentin                                    | Saint-Eugène                                                 | fusion                                                                                     | 12 novembre 1868 (Décret),                           | 12 novembre 1868 (Décret),                         |
| Valsemé                                      | Valsemé                                                      | fusion                                                                                     | 17 juin 1865 (Décret)                                | 17 juin 1865 (Décret)                              |
| Valsemé                                      | La Chapelle-Hainfray                                         | fusion                                                                                     | 17 juin 1865 (Décret)                                | 17 juin 1865 (Décret)                              |
| Osmanville                                   | Osmanville                                                   | fusion                                                                                     | 2 juillet 1862 (Loi)                                 | 2 juillet 1862 (Loi)                               |
| Osmanville                                   | Saint-Clément                                                | fusion                                                                                     | 2 juillet 1862 (Loi)                                 | 2 juillet 1862 (Loi)                               |
| Longues                                      | Longues                                                      | fusion                                                                                     | 20 avril 1861 (Loi)                                  | 20 avril 1861 (Loi)                                |
| Longues                                      | Fontenailles                                                 | fusion                                                                                     | 20 avril 1861 (Loi)                                  | 20 avril 1861 (Loi)                                |
| Longues                                      | Marigny                                                      | fusion                                                                                     | 20 avril 1861 (Loi)                                  | 20 avril 1861 (Loi)                                |
| Géfosse-Fontenay                             | Géfosse                                                      | fusion                                                                                     | 16 janvier 1861 (Décret)                             | 16 janvier 1861 (Décret)                           |
| Géfosse-Fontenay                             | Fontenay-sur-le-Vey                                          | fusion                                                                                     | 16 janvier 1861 (Décret)                             | 16 janvier 1861 (Décret)                           |
| Pont-l'Évêque                                | Pont-l'Évêque                                                | fusion                                                                                     | 26 mai 1860 (Loi)                                    | 26 mai 1860 (Loi)                                  |
| Pont-l'Évêque                                | Saint-Melaine                                                | fusion                                                                                     | 26 mai 1860 (Loi)                                    | 26 mai 1860 (Loi)                                  |
| Pont-l'Évêque                                | Launay (une partie)                                          | fusion                                                                                     | 26 mai 1860 (Loi)                                    | 26 mai 1860 (Loi)                                  |
| Saint-Julien-sur-Calonne                     | Saint-Julien-sur-Calonne                                     | fusion                                                                                     | 26 mai 1860 (Loi)                                    | 26 mai 1860 (Loi)                                  |
| Saint-Julien-sur-Calonne                     | Launay (une partie)                                          | fusion                                                                                     | 26 mai 1860 (Loi)                                    | 26 mai 1860 (Loi)                                  |
| Fierville-la-Campagne                        | Fierville-la-Campagne                                        | fusion                                                                                     | 16 avril 1859 (Loi)                                  | 16 avril 1859 (Loi)                                |
| Fierville-la-Campagne                        | Cinq-Autels                                                  | fusion                                                                                     | 16 avril 1859 (Loi)                                  | 16 avril 1859 (Loi)                                |
| Pertheville-Ners                             | Pertheville                                                  | fusion                                                                                     | 29 novembre 1858 (Décret)                            | 29 novembre 1858 (Décret)                          |
| Pertheville-Ners                             | Ners                                                         | fusion                                                                                     | 29 novembre 1858 (Décret)                            | 29 novembre 1858 (Décret)                          |
| Thury-Harcourt                               | Thury-Harcourt                                               | fusion                                                                                     | 29 novembre 1858 (Décret)                            | 29 novembre 1858 (Décret)                          |
| Thury-Harcourt                               | Saint-Benin                                                  | fusion                                                                                     | 29 novembre 1858 (Décret)                            | 29 novembre 1858 (Décret)                          |
| Formigny                                     | Formigny                                                     | fusion                                                                                     | 18 mai 1858 (Loi)                                    | 18 mai 1858 (Loi)                                  |
| Formigny                                     | Engranville (une partie)                                     | fusion                                                                                     | 18 mai 1858 (Loi)                                    | 18 mai 1858 (Loi)                                  |
| Trévières                                    | Trévières                                                    | fusion                                                                                     | 18 mai 1858 (Loi)                                    | 18 mai 1858 (Loi)                                  |
| Trévières                                    | Engranville (une partie)                                     | fusion                                                                                     | 18 mai 1858 (Loi)                                    | 18 mai 1858 (Loi)                                  |
| Saint-Pierre-sur-Dives                       | Saint-Pierre-sur-Dives                                       | fusion                                                                                     | 27 mars 1858 (Loi)                                   | 27 mars 1858 (Loi)                                 |
| Saint-Pierre-sur-Dives                       | Donville (une partie)                                        | fusion                                                                                     | 27 mars 1858 (Loi)                                   | 27 mars 1858 (Loi)                                 |
| Escures-sur-Favières                         | Escures-sur-Favières                                         | fusion                                                                                     | 27 mars 1858 (Loi)                                   | 27 mars 1858 (Loi)                                 |
| Escures-sur-Favières                         | Donville (une partie)                                        | fusion                                                                                     | 27 mars 1858 (Loi)                                   | 27 mars 1858 (Loi)                                 |
| Victot-Pontfol                               | Victot                                                       | fusion                                                                                     | 24 mars 1858 (Décret)                                | 24 mars 1858 (Décret)                              |
| Victot-Pontfol                               | Pontfol                                                      | fusion                                                                                     | 24 mars 1858 (Décret)                                | 24 mars 1858 (Décret)                              |
| Victot-Pontfol                               | Les Authieux-sur-Corbon                                      | fusion                                                                                     | 24 mars 1858 (Décret)                                | 24 mars 1858 (Décret)                              |
| Saint-Martin-de-Mieux                        | Saint-Martin-du-Bû                                           | fusion                                                                                     | 30 janvier 1858 (Décret)                             | 30 janvier 1858 (Décret)                           |
| Saint-Martin-de-Mieux                        | Saint-Vigor-de-Mieux                                         | fusion                                                                                     | 30 janvier 1858 (Décret)                             | 30 janvier 1858 (Décret)                           |
| Bernières-d'Ailly                            | Bernières-sur-Dives                                          | fusion                                                                                     | 23 janvier 1858 (Décret)                             | 23 janvier 1858 (Décret)                           |
| Bernières-d'Ailly                            | Ailly                                                        | fusion                                                                                     | 23 janvier 1858 (Décret)                             | 23 janvier 1858 (Décret)                           |
| Morteaux-Coulibœuf                           | Morteaux                                                     | fusion                                                                                     | 19 juin 1857 (Loi)                                   | 19 juin 1857 (Loi)                                 |
| Morteaux-Coulibœuf                           | Coulibœuf                                                    | fusion                                                                                     | 19 juin 1857 (Loi)                                   | 19 juin 1857 (Loi)                                 |
| Juaye-Mondaye                                | Juaye                                                        | fusion                                                                                     | 3 juin 1857 (Loi)                                    | 3 juin 1857 (Loi)                                  |
| Juaye-Mondaye                                | Bernières-Bocage                                             | fusion                                                                                     | 3 juin 1857 (Loi)                                    | 3 juin 1857 (Loi)                                  |
| Juaye-Mondaye                                | Couvert                                                      | fusion                                                                                     | 3 juin 1857 (Loi)                                    | 3 juin 1857 (Loi)                                  |
| Beuvron                                      | Beuvron                                                      | fusion                                                                                     | 13 août 1856 (Décret)                                | 13 août 1856 (Décret)                              |
| Beuvron                                      | Clermont-en-Auge                                             | fusion                                                                                     | 13 août 1856 (Décret)                                | 13 août 1856 (Décret)                              |
| Mandeville                                   | Mandeville                                                   | fusion                                                                                     | 10 juillet 1856 (Décret)                             | 10 juillet 1856 (Décret)                           |
| Mandeville                                   | Tessy                                                        | fusion                                                                                     | 10 juillet 1856 (Décret)                             | 10 juillet 1856 (Décret)                           |
| Saint-Vigor-le-Grand                         | Saint-Vigor-le-Grand                                         | fusion                                                                                     | 10 juillet 1856 (Loi)                                | 10 juillet 1856 (Loi)                              |
| Saint-Vigor-le-Grand                         | Saint-Sulpice                                                | fusion                                                                                     | 10 juillet 1856 (Loi)                                | 10 juillet 1856 (Loi)                              |
| Bretteville-sur-Laize                        | Bretteville-sur-Laize                                        | fusion                                                                                     | 26 janvier 1856 (Décret)                             | 26 janvier 1856 (Décret)                           |
| Bretteville-sur-Laize                        | Quilly                                                       | fusion                                                                                     | 26 janvier 1856 (Décret)                             | 26 janvier 1856 (Décret)                           |
| Bons-Tassilly                                | Bons                                                         | fusion                                                                                     | 20 avril 1854 (Loi)                                  | 20 avril 1854 (Loi)                                |
| Bons-Tassilly                                | Saint-Quentin-Tassilly (la partie Tassilly)                  | fusion                                                                                     | 20 avril 1854 (Loi)                                  | 20 avril 1854 (Loi)                                |
| Soumont-Saint-Quentin                        | Soumont                                                      | fusion                                                                                     | 20 avril 1854 (Loi)                                  | 20 avril 1854 (Loi)                                |
| Soumont-Saint-Quentin                        | Saint-Quentin-Tassilly (la partie Saint-Quentin-de-la-Roche) | fusion                                                                                     | 20 avril 1854 (Loi)                                  | 20 avril 1854 (Loi)                                |
| Fierville-les-Parcs                          | Fierville (canton de Blangy)                                 | fusion                                                                                     | 26 février 1853 (Décret)                             | 26 février 1853 (Décret)                           |
| Fierville-les-Parcs                          | Les Parcs-Fontaines                                          | fusion                                                                                     | 26 février 1853 (Décret)                             | 26 février 1853 (Décret)                           |
| Mézidon                                      | Mézidon                                                      | fusion                                                                                     | 25 janvier 1848 (Ordonnance) 17 juin 1848 (Arrêté)   | 25 janvier 1848 (Ordonnance) 17 juin 1848 (Arrêté) |
| Mézidon                                      | Le Breuil                                                    | fusion                                                                                     | 25 janvier 1848 (Ordonnance) 17 juin 1848 (Arrêté)   | 25 janvier 1848 (Ordonnance) 17 juin 1848 (Arrêté) |
| Trouville-sur-Mer                            | Trouville                                                    | fusion                                                                                     | 28 juin 1847 (Loi)                                   | 28 juin 1847 (Loi)                                 |
| Trouville-sur-Mer                            | Hennequeville                                                | fusion                                                                                     | 28 juin 1847 (Loi)                                   | 28 juin 1847 (Loi)                                 |
| Barbery                                      | Barbery                                                      | fusion                                                                                     | 8 mars 1846 (Ordonnance)                             | 8 mars 1846 (Ordonnance)                           |
| Barbery                                      | Le Mesnil-Touffray                                           | fusion                                                                                     | 8 mars 1846 (Ordonnance)                             | 8 mars 1846 (Ordonnance)                           |
| Condé-sur-Ifs                                | Condé-sur-Laizon                                             | fusion                                                                                     | 8 mars 1846 (Ordonnance)                             | 8 mars 1846 (Ordonnance)                           |
| Condé-sur-Ifs                                | Ifs-sur-Laizon                                               | fusion                                                                                     | 8 mars 1846 (Ordonnance)                             | 8 mars 1846 (Ordonnance)                           |
| Escures-sur-Favières                         | Escures                                                      | fusion                                                                                     | 8 mars 1846 (Ordonnance)                             | 8 mars 1846 (Ordonnance)                           |
| Escures-sur-Favières                         | Favières                                                     | fusion                                                                                     | 8 mars 1846 (Ordonnance)                             | 8 mars 1846 (Ordonnance)                           |
| Saint-Pierre-sur-Dives                       | Saint-Pierre-sur-Dives                                       | fusion                                                                                     | 13 février 1845 (Ordonnance)                         | 13 février 1845 (Ordonnance)                       |
| Saint-Pierre-sur-Dives                       | Carel                                                        | fusion                                                                                     | 13 février 1845 (Ordonnance)                         | 13 février 1845 (Ordonnance)                       |
| Fumichon                                     | Fumichon                                                     | fusion                                                                                     | 25 juin 1841 (Loi)                                   | 25 juin 1841 (Loi)                                 |
| Fumichon                                     | Saint-Hippolyte-de-Canteloup (en partie)                     | fusion                                                                                     | 25 juin 1841 (Loi)                                   | 25 juin 1841 (Loi)                                 |
| L'Hôtellerie                                 | L'Hôtellerie                                                 | fusion                                                                                     | 25 juin 1841 (Loi)                                   | 25 juin 1841 (Loi)                                 |
| L'Hôtellerie                                 | Saint-Hippolyte-de-Canteloup (en partie)                     | fusion                                                                                     | 25 juin 1841 (Loi)                                   | 25 juin 1841 (Loi)                                 |
| Marolles                                     | Marolles                                                     | fusion                                                                                     | 25 juin 1841 (Loi)                                   | 25 juin 1841 (Loi)                                 |
| Marolles                                     | Saint-Hippolyte-de-Canteloup (en partie)                     | fusion                                                                                     | 25 juin 1841 (Loi)                                   | 25 juin 1841 (Loi)                                 |
| Saint-Pierre-des-Ifs                         | Saint-Pierre-des-Ifs                                         | fusion                                                                                     | 21 février 1841 (Ordonnance)                         | 21 février 1841 (Ordonnance)                       |
| Saint-Pierre-des-Ifs                         | La Motte                                                     | fusion                                                                                     | 21 février 1841 (Ordonnance)                         | 21 février 1841 (Ordonnance)                       |
| Biéville-en-Auge                             | Biéville-en-Auge                                             | fusion                                                                                     | 7 avril 1840 (Ordonnance)                            | 7 avril 1840 (Ordonnance)                          |
| Biéville-en-Auge                             | Querville                                                    | fusion                                                                                     | 7 avril 1840 (Ordonnance)                            | 7 avril 1840 (Ordonnance)                          |
| Rumesnil                                     | Rumesnil                                                     | fusion                                                                                     | 7 avril 1840 (Ordonnance)                            | 7 avril 1840 (Ordonnance)                          |
| Rumesnil                                     | Les Groiselliers                                             | fusion                                                                                     | 7 avril 1840 (Ordonnance)                            | 7 avril 1840 (Ordonnance)                          |
| Rumesnil                                     | Saint-Gilles-de-Livet                                        | fusion                                                                                     | 7 avril 1840 (Ordonnance)                            | 7 avril 1840 (Ordonnance)                          |
| Sainte-Marie-aux-Anglais                     | Sainte-Marie-aux-Anglais                                     | fusion                                                                                     | 14 décembre 1836 (Ordonnance)                        | 14 décembre 1836 (Ordonnance)                      |
| Sainte-Marie-aux-Anglais                     | Doux-Marais                                                  | fusion                                                                                     | 14 décembre 1836 (Ordonnance)                        | 14 décembre 1836 (Ordonnance)                      |
| Sainte-Marie-aux-Anglais                     | Saint-Maclou                                                 | fusion                                                                                     | 14 décembre 1836 (Ordonnance)                        | 14 décembre 1836 (Ordonnance)                      |
| Campandré-Valcongrain                        | Campandré                                                    | fusion                                                                                     | 20 mai 1835 (Ordonnance)                             | 20 mai 1835 (Ordonnance)                           |
| Campandré-Valcongrain                        | Valcongrain                                                  | fusion                                                                                     | 20 mai 1835 (Ordonnance)                             | 20 mai 1835 (Ordonnance)                           |
| Le Fresne-Camilly                            | Le Fresne-Camilly                                            | fusion                                                                                     | 22 mars 1835 (Ordonnance)                            | 22 mars 1835 (Ordonnance)                          |
| Le Fresne-Camilly                            | Cainet                                                       | fusion                                                                                     | 22 mars 1835 (Ordonnance)                            | 22 mars 1835 (Ordonnance)                          |
| Lantheuil                                    | Lantheuil                                                    | fusion                                                                                     | 22 mars 1835 (Ordonnance)                            | 22 mars 1835 (Ordonnance)                          |
| Lantheuil                                    | Pierrepont (canton de Creully)                               | fusion                                                                                     | 22 mars 1835 (Ordonnance)                            | 22 mars 1835 (Ordonnance)                          |
| Chicheboville                                | Chicheboville                                                | fusion                                                                                     | 15 février 1835 (Ordonnance)                         | 15 février 1835 (Ordonnance)                       |
| Chicheboville                                | Béneauville                                                  | fusion                                                                                     | 15 février 1835 (Ordonnance)                         | 15 février 1835 (Ordonnance)                       |
| Fontaine-le-Pin                              | Fontaine-le-Pin                                              | fusion                                                                                     | 15 février 1835 (Ordonnance)                         | 15 février 1835 (Ordonnance)                       |
| Fontaine-le-Pin                              | Bray-en-Cinglais                                             | fusion                                                                                     | 15 février 1835 (Ordonnance)                         | 15 février 1835 (Ordonnance)                       |
| Tessel                                       | Tessel                                                       | fusion                                                                                     | 31 décembre 1834 (Ordonnance)                        | 31 décembre 1834 (Ordonnance)                      |
| Tessel                                       | Bretteville-sur-Bordel                                       | fusion                                                                                     | 31 décembre 1834 (Ordonnance)                        | 31 décembre 1834 (Ordonnance)                      |
| Saint-Martin-de-la-Lieue                     | Saint-Martin-de-la-Lieue                                     | fusion                                                                                     | 8 janvier 1834 (Ordonnance)                          | 8 janvier 1834 (Ordonnance)                        |
| Saint-Martin-de-la-Lieue                     | Saint-Hippolyte-des-Prés                                     | fusion                                                                                     | 8 janvier 1834 (Ordonnance)                          | 8 janvier 1834 (Ordonnance)                        |
| Saint-Quentin-Tassilly                       | Saint-Quentin-de-la-Roche                                    | fusion                                                                                     | 27 septembre 1833 (Ordonnance)                       | 27 septembre 1833 (Ordonnance)                     |
| Saint-Quentin-Tassilly                       | Tassilly                                                     | fusion                                                                                     | 27 septembre 1833 (Ordonnance)                       | 27 septembre 1833 (Ordonnance)                     |
| Moulines                                     | Moulines                                                     | fusion                                                                                     | 27 septembre 1833 (Ordonnance)                       | 27 septembre 1833 (Ordonnance)                     |
| Moulines                                     | Cingal                                                       | fusion                                                                                     | 27 septembre 1833 (Ordonnance)                       | 27 septembre 1833 (Ordonnance)                     |
| Moulines                                     | Fontaine-Halbout                                             | fusion                                                                                     | 27 septembre 1833 (Ordonnance)                       | 27 septembre 1833 (Ordonnance)                     |
| Ammeville                                    | Ammeville                                                    | fusion                                                                                     | 18 mai 1833 (Ordonnance)                             | 18 mai 1833 (Ordonnance)                           |
| Ammeville                                    | Abbeville (une partie)                                       | fusion                                                                                     | 18 mai 1833 (Ordonnance)                             | 18 mai 1833 (Ordonnance)                           |
| Saint-Ouen-du-Mesnil-Oger                    | Saint-Ouen-du-Mesnil-Oger                                    | fusion                                                                                     | 18 mai 1833 (Ordonnance)                             | 18 mai 1833 (Ordonnance)                           |
| Saint-Ouen-du-Mesnil-Oger                    | Héritot                                                      | fusion                                                                                     | 18 mai 1833 (Ordonnance)                             | 18 mai 1833 (Ordonnance)                           |
| Saint-Ouen-du-Mesnil-Oger                    | Hernetot                                                     | fusion                                                                                     | 18 mai 1833 (Ordonnance)                             | 18 mai 1833 (Ordonnance)                           |
| Saint-Pierre-du-Jonquet                      | Saint-Pierre-du-Jonquet                                      | fusion                                                                                     | 18 mai 1833 (Ordonnance)                             | 18 mai 1833 (Ordonnance)                           |
| Saint-Pierre-du-Jonquet                      | Rupierre                                                     | fusion                                                                                     | 18 mai 1833 (Ordonnance)                             | 18 mai 1833 (Ordonnance)                           |
| Vaudeloges                                   | Vaudeloges                                                   | fusion                                                                                     | 18 mai 1833 (Ordonnance)                             | 18 mai 1833 (Ordonnance)                           |
| Vaudeloges                                   | Réveillon                                                    | fusion                                                                                     | 18 mai 1833 (Ordonnance)                             | 18 mai 1833 (Ordonnance)                           |
| Vaudeloges                                   | Abbeville (une partie)                                       | fusion                                                                                     | 18 mai 1833 (Ordonnance)                             | 18 mai 1833 (Ordonnance)                           |
| Bellou                                       | Bellou                                                       | fusion                                                                                     | 14 avril 1833 (Ordonnance)                           | 14 avril 1833 (Ordonnance)                         |
| Bellou                                       | Bellouet                                                     | fusion                                                                                     | 14 avril 1833 (Ordonnance)                           | 14 avril 1833 (Ordonnance)                         |
| Montviette                                   | Montviette                                                   | fusion                                                                                     | 28 décembre 1832 (Ordonnance)                        | 28 décembre 1832 (Ordonnance)                      |
| Montviette                                   | La Gravelle                                                  | fusion                                                                                     | 28 décembre 1832 (Ordonnance)                        | 28 décembre 1832 (Ordonnance)                      |
| Le Locheur                                   | Le Locheur                                                   | fusion                                                                                     | 11 mai 1832 (Ordonnance)                             | 11 mai 1832 (Ordonnance)                           |
| Le Locheur                                   | Arry                                                         | fusion                                                                                     | 11 mai 1832 (Ordonnance)                             | 11 mai 1832 (Ordonnance)                           |
| Authie                                       | Authie                                                       | fusion                                                                                     | 21 mars 1832 (Ordonnance)                            | 21 mars 1832 (Ordonnance)                          |
| Authie                                       | Saint-Louet-près-Authie                                      | fusion                                                                                     | 21 mars 1832 (Ordonnance)                            | 21 mars 1832 (Ordonnance)                          |
| Les Autels-Saint-Bazile                      | Les Autels-en-Auge                                           | fusion                                                                                     | 25 décembre 1831 (Ordonnance)                        | 25 décembre 1831 (Ordonnance)                      |
| Les Autels-Saint-Bazile                      | Saint-Bazile                                                 | fusion                                                                                     | 25 décembre 1831 (Ordonnance)                        | 25 décembre 1831 (Ordonnance)                      |
| Estrées-la-Campagne                          | Estrées-la-Campagne                                          | fusion                                                                                     | 19 décembre 1831 (Ordonnance)                        | 19 décembre 1831 (Ordonnance)                      |
| Estrées-la-Campagne                          | Quesnay                                                      | fusion                                                                                     | 19 décembre 1831 (Ordonnance)                        | 19 décembre 1831 (Ordonnance)                      |
| Saint-Georges-en-Auge                        | Saint-Georges-en-Auge                                        | fusion                                                                                     | 19 décembre 1831 (Ordonnance)                        | 19 décembre 1831 (Ordonnance)                      |
| Saint-Georges-en-Auge                        | Le Tilleul                                                   | fusion                                                                                     | 19 décembre 1831 (Ordonnance)                        | 19 décembre 1831 (Ordonnance)                      |
| Saint-Martin-du-Mesnil-Oury                  | Saint-Martin-des-Noyers                                      | fusion                                                                                     | 19 décembre 1831 (Ordonnance)                        | 19 décembre 1831 (Ordonnance)                      |
| Saint-Martin-du-Mesnil-Oury                  | Le Mesnil-Oury                                               | fusion                                                                                     | 19 décembre 1831 (Ordonnance)                        | 19 décembre 1831 (Ordonnance)                      |
| Auquainville                                 | Auquainville                                                 | fusion                                                                                     | 4 décembre 1831 (Ordonnance)                         | 4 décembre 1831 (Ordonnance)                       |
| Auquainville                                 | Saint-Aubin-sur-Auquainville                                 | fusion                                                                                     | 4 décembre 1831 (Ordonnance)                         | 4 décembre 1831 (Ordonnance)                       |
| Baynes                                       | Baynes                                                       | fusion                                                                                     | 4 décembre 1831 (Ordonnance)                         | 4 décembre 1831 (Ordonnance)                       |
| Baynes                                       | La Haye-Picquenot                                            | fusion                                                                                     | 4 décembre 1831 (Ordonnance)                         | 4 décembre 1831 (Ordonnance)                       |
| Baynes                                       | Notre-Dame-de-Blagny                                         | fusion                                                                                     | 4 décembre 1831 (Ordonnance)                         | 4 décembre 1831 (Ordonnance)                       |
| Baynes                                       | Saint-Laurent-du-Rieu                                        | fusion                                                                                     | 4 décembre 1831 (Ordonnance)                         | 4 décembre 1831 (Ordonnance)                       |
| Écajeul                                      | Écajeul                                                      | fusion                                                                                     | 4 décembre 1831 (Ordonnance)                         | 4 décembre 1831 (Ordonnance)                       |
| Écajeul                                      | Soquence                                                     | fusion                                                                                     | 4 décembre 1831 (Ordonnance)                         | 4 décembre 1831 (Ordonnance)                       |
| Notre-Dame-de-Courson                        | Notre-Dame-de-Courson                                        | fusion                                                                                     | 4 décembre 1831 (Ordonnance)                         | 4 décembre 1831 (Ordonnance)                       |
| Notre-Dame-de-Courson                        | Saint-Pierre-de-Courson                                      | fusion                                                                                     | 4 décembre 1831 (Ordonnance)                         | 4 décembre 1831 (Ordonnance)                       |
| Quétiéville                                  | Quétiéville                                                  | fusion                                                                                     | 4 décembre 1831 (Ordonnance)                         | 4 décembre 1831 (Ordonnance)                       |
| Quétiéville                                  | Mirbel                                                       | fusion                                                                                     | 4 décembre 1831 (Ordonnance)                         | 4 décembre 1831 (Ordonnance)                       |
| Vieux-Fumé                                   | Vieux-Fumé                                                   | fusion                                                                                     | 19 août 1831 (Ordonnance)                            | 19 août 1831 (Ordonnance)                          |
| Vieux-Fumé                                   | Quatre-Puits                                                 | fusion                                                                                     | 19 août 1831 (Ordonnance)                            | 19 août 1831 (Ordonnance)                          |
| Ailly                                        | Ailly                                                        | fusion                                                                                     | 9 août 1831 (Ordonnance)                             | 9 août 1831 (Ordonnance)                           |
| Ailly                                        | Sainte-Anne-d'Entremont                                      | fusion                                                                                     | 9 août 1831 (Ordonnance)                             | 9 août 1831 (Ordonnance)                           |
| Vendeuvre                                    | Vendeuvre                                                    | fusion                                                                                     | 23 avril 1830 (Ordonnance)                           | 23 avril 1830 (Ordonnance)                         |
| Vendeuvre                                    | Pont                                                         | fusion                                                                                     | 23 avril 1830 (Ordonnance)                           | 23 avril 1830 (Ordonnance)                         |
| Maisons                                      | Maisons                                                      | fusion                                                                                     | 21 mars 1830 (Ordonnance)                            | 21 mars 1830 (Ordonnance)                          |
| Maisons                                      | Les Hérils                                                   | fusion                                                                                     | 21 mars 1830 (Ordonnance)                            | 21 mars 1830 (Ordonnance)                          |
| Arganchy                                     | Arganchy                                                     | fusion                                                                                     | 30 septembre 1829 (Ordonnance)                       | 30 septembre 1829 (Ordonnance)                     |
| Arganchy                                     | Saint-Amator                                                 | fusion                                                                                     | 30 septembre 1829 (Ordonnance)                       | 30 septembre 1829 (Ordonnance)                     |
| Livry                                        | Livry                                                        | fusion                                                                                     | 30 septembre 1829 (Ordonnance)                       | 30 septembre 1829 (Ordonnance)                     |
| Livry                                        | Saint-Martin-le-Vieux                                        | fusion                                                                                     | 30 septembre 1829 (Ordonnance)                       | 30 septembre 1829 (Ordonnance)                     |
| Cauvicourt                                   | Cauvicourt                                                   | fusion                                                                                     | 16 septembre 1829 (Ordonnance)                       | 16 septembre 1829 (Ordonnance)                     |
| Cauvicourt                                   | Renémesnil                                                   | fusion                                                                                     | 16 septembre 1829 (Ordonnance)                       | 16 septembre 1829 (Ordonnance)                     |
| Vaux-sur-Aure                                | Vaux-sur-Aure                                                | fusion                                                                                     | 16 septembre 1829 (Ordonnance)                       | 16 septembre 1829 (Ordonnance)                     |
| Vaux-sur-Aure                                | Argouges-sur-Aure                                            | fusion                                                                                     | 16 septembre 1829 (Ordonnance)                       | 16 septembre 1829 (Ordonnance)                     |
| Villers-Canivet                              | Villers-Canivet                                              | fusion                                                                                     | 17 décembre 1828 (Ordonnance)                        | 17 décembre 1828 (Ordonnance)                      |
| Villers-Canivet                              | Torp                                                         | fusion                                                                                     | 17 décembre 1828 (Ordonnance)                        | 17 décembre 1828 (Ordonnance)                      |
| Airan                                        | Airan                                                        | fusion                                                                                     | 30 juillet 1828 (Ordonnance)                         | 30 juillet 1828 (Ordonnance)                       |
| Airan                                        | Valmeray                                                     | fusion                                                                                     | 30 juillet 1828 (Ordonnance)                         | 30 juillet 1828 (Ordonnance)                       |
| Soulangy                                     | Soulangy                                                     | fusion                                                                                     | 2 juillet 1828 (Ordonnance)                          | 2 juillet 1828 (Ordonnance)                        |
| Soulangy                                     | Saint-Loup-Canivet                                           | fusion                                                                                     | 2 juillet 1828 (Ordonnance)                          | 2 juillet 1828 (Ordonnance)                        |
| Banneville-la-Campagne                       | Banneville-la-Campagne                                       | fusion                                                                                     | 25 juin 1828 (Ordonnance)                            | 25 juin 1828 (Ordonnance)                          |
| Banneville-la-Campagne                       | Guillerville                                                 | fusion                                                                                     | 25 juin 1828 (Ordonnance)                            | 25 juin 1828 (Ordonnance)                          |
| Banneville-la-Campagne                       | Manneville                                                   | fusion                                                                                     | 25 juin 1828 (Ordonnance)                            | 25 juin 1828 (Ordonnance)                          |
| Sannerville                                  | Sannerville                                                  | fusion                                                                                     | 25 juin 1828 (Ordonnance)                            | 25 juin 1828 (Ordonnance)                          |
| Sannerville                                  | Lirose                                                       | fusion                                                                                     | 25 juin 1828 (Ordonnance)                            | 25 juin 1828 (Ordonnance)                          |
| Saint-Martin-aux-Chartrains                  | Saint-Martin-aux-Chartrains                                  | fusion                                                                                     | 1er juin 1828 (Ordonnance)                           | 1er juin 1828 (Ordonnance)                         |
| Saint-Martin-aux-Chartrains                  | Roncheville                                                  | fusion                                                                                     | 1er juin 1828 (Ordonnance)                           | 1er juin 1828 (Ordonnance)                         |
| Coudray-Rabut                                | Coudray                                                      | fusion                                                                                     | 13 avril 1828 (Ordonnance)                           | 13 avril 1828 (Ordonnance)                         |
| Coudray-Rabut                                | Rabut                                                        | fusion                                                                                     | 13 avril 1828 (Ordonnance)                           | 13 avril 1828 (Ordonnance)                         |
| La Hoguette                                  | La Hoguette                                                  | fusion                                                                                     | 6 décembre 1827 (Ordonnance)                         | 6 décembre 1827 (Ordonnance)                       |
| La Hoguette                                  | Vesqueville                                                  | fusion                                                                                     | 6 décembre 1827 (Ordonnance)                         | 6 décembre 1827 (Ordonnance)                       |
| Le Breuil                                    | Le Breuil (canton de Blangy)                                 | fusion                                                                                     | 28 novembre 1827 (Ordonnance)                        | 28 novembre 1827 (Ordonnance)                      |
| Le Breuil                                    | Écorcheville                                                 | fusion                                                                                     | 28 novembre 1827 (Ordonnance)                        | 28 novembre 1827 (Ordonnance)                      |
| Fontaine-Henry                               | Fontaine-Henry                                               | fusion                                                                                     | 28 novembre 1827 (Ordonnance)                        | 28 novembre 1827 (Ordonnance)                      |
| Fontaine-Henry                               | Moulineaux                                                   | fusion                                                                                     | 28 novembre 1827 (Ordonnance)                        | 28 novembre 1827 (Ordonnance)                      |
| Saint-Rémy                                   | Saint-Rémy                                                   | fusion                                                                                     | 28 novembre 1827 (Ordonnance)                        | 28 novembre 1827 (Ordonnance)                      |
| Saint-Rémy                                   | La Mousse                                                    | fusion                                                                                     | 28 novembre 1827 (Ordonnance)                        | 28 novembre 1827 (Ordonnance)                      |
| Cricqueville                                 | Cricqueville (canton de Dozulé)                              | fusion                                                                                     | 21 novembre 1827 (Ordonnance)                        | 21 novembre 1827 (Ordonnance)                      |
| Cricqueville                                 | Angoville-la-Séran                                           | fusion                                                                                     | 21 novembre 1827 (Ordonnance)                        | 21 novembre 1827 (Ordonnance)                      |
| Saint-Benoît-d'Hébertot                      | Saint-Benoît-d'Hébertot                                      | fusion                                                                                     | 14 octobre 1827 (Ordonnance)                         | 14 octobre 1827 (Ordonnance)                       |
| Saint-Benoît-d'Hébertot                      | Tonnetuit                                                    | fusion                                                                                     | 14 octobre 1827 (Ordonnance)                         | 14 octobre 1827 (Ordonnance)                       |
| Saint-Étienne-la-Thillaye                    | Saint-Étienne-la-Thillaye                                    | fusion                                                                                     | 14 octobre 1827 (Ordonnance)                         | 14 octobre 1827 (Ordonnance)                       |
| Saint-Étienne-la-Thillaye                    | Saint-Cloud-sur-Touque                                       | fusion                                                                                     | 14 octobre 1827 (Ordonnance)                         | 14 octobre 1827 (Ordonnance)                       |
| Touques                                      | Touques                                                      | fusion                                                                                     | 14 octobre 1827 (Ordonnance)                         | 14 octobre 1827 (Ordonnance)                       |
| Touques                                      | Daubœuf-sur-Touques                                          | fusion                                                                                     | 14 octobre 1827 (Ordonnance)                         | 14 octobre 1827 (Ordonnance)                       |
| Goustranville                                | Goustranville                                                | fusion                                                                                     | 27 septembre 1827 (Ordonnance)                       | 27 septembre 1827 (Ordonnance)                     |
| Goustranville                                | Saint-Clair-de-Basseneville                                  | fusion                                                                                     | 27 septembre 1827 (Ordonnance)                       | 27 septembre 1827 (Ordonnance)                     |
| Avenay                                       | Avenay                                                       | fusion                                                                                     | 15 août 1827 (Ordonnance)                            | 15 août 1827 (Ordonnance)                          |
| Avenay                                       | Fierville-en-Bessin                                          | fusion                                                                                     | 15 août 1827 (Ordonnance)                            | 15 août 1827 (Ordonnance)                          |
| Cresseveuille                                | Cresseveuille                                                | fusion                                                                                     | 15 août 1827 (Ordonnance)                            | 15 août 1827 (Ordonnance)                          |
| Cresseveuille                                | Le Caudemuche                                                | fusion                                                                                     | 15 août 1827 (Ordonnance)                            | 15 août 1827 (Ordonnance)                          |
| Étréham                                      | Étréham                                                      | fusion                                                                                     | 15 août 1827 (Ordonnance)                            | 15 août 1827 (Ordonnance)                          |
| Étréham                                      | Russy (commune rétablie en 1832)                             | fusion                                                                                     | 15 août 1827 (Ordonnance)                            | 15 août 1827 (Ordonnance)                          |
| Frénouville                                  | Frénouville                                                  | fusion                                                                                     | 15 août 1827 (Ordonnance)                            | 15 août 1827 (Ordonnance)                          |
| Frénouville                                  | Le Poirier                                                   | fusion                                                                                     | 15 août 1827 (Ordonnance)                            | 15 août 1827 (Ordonnance)                          |
| Saint-Gabriel                                | Saint-Gabriel                                                | fusion                                                                                     | 15 août 1827 (Ordonnance)                            | 15 août 1827 (Ordonnance)                          |
| Saint-Gabriel                                | Fresné-le-Crotteur                                           | fusion                                                                                     | 15 août 1827 (Ordonnance)                            | 15 août 1827 (Ordonnance)                          |
| Vaux-sur-Seulles                             | Vaux-sur-Seulles                                             | fusion                                                                                     | 15 août 1827 (Ordonnance)                            | 15 août 1827 (Ordonnance)                          |
| Vaux-sur-Seulles                             | Vaussieux                                                    | fusion                                                                                     | 15 août 1827 (Ordonnance)                            | 15 août 1827 (Ordonnance)                          |
| Fresné-la-Mère                               | Fresné-la-Mère                                               | fusion                                                                                     | 17 avril 1827 (Ordonnance)                           | 17 avril 1827 (Ordonnance)                         |
| Fresné-la-Mère                               | Angloischeville                                              | fusion                                                                                     | 17 avril 1827 (Ordonnance)                           | 17 avril 1827 (Ordonnance)                         |
| Garcelles-Secqueville                        | Garcelles                                                    | fusion                                                                                     | 31 janvier 1827 (Ordonnance)                         | 31 janvier 1827 (Ordonnance)                       |
| Garcelles-Secqueville                        | Secqueville-la-Campagne                                      | fusion                                                                                     | 31 janvier 1827 (Ordonnance)                         | 31 janvier 1827 (Ordonnance)                       |
| Saint-André-de-Fontenay                      | Saint-André-de-Fontenay                                      | fusion                                                                                     | 31 janvier 1827 (Ordonnance)                         | 31 janvier 1827 (Ordonnance)                       |
| Saint-André-de-Fontenay                      | Étavaux                                                      | fusion                                                                                     | 31 janvier 1827 (Ordonnance)                         | 31 janvier 1827 (Ordonnance)                       |
| Ouilly-le-Basset                             | Ouilly-le-Basset                                             | fusion                                                                                     | 27 décembre 1826 (Ordonnance)                        | 27 décembre 1826 (Ordonnance)                      |
| Ouilly-le-Basset                             | Saint-Christophe-d'Anfernet                                  | fusion                                                                                     | 27 décembre 1826 (Ordonnance)                        | 27 décembre 1826 (Ordonnance)                      |
| Merville                                     | Merville                                                     | fusion                                                                                     | 29 novembre 1826 (Ordonnance)                        | 29 novembre 1826 (Ordonnance)                      |
| Merville                                     | Le Buisson                                                   | fusion                                                                                     | 29 novembre 1826 (Ordonnance)                        | 29 novembre 1826 (Ordonnance)                      |
| Vimont                                       | Vimont                                                       | fusion                                                                                     | 29 novembre 1826 (Ordonnance)                        | 29 novembre 1826 (Ordonnance)                      |
| Vimont                                       | Saint-Pierre-Oursin                                          | fusion                                                                                     | 29 novembre 1826 (Ordonnance)                        | 29 novembre 1826 (Ordonnance)                      |
| Cagny                                        | Cagny                                                        | fusion                                                                                     | 25 octobre 1826 (Ordonnance)                         | 25 octobre 1826 (Ordonnance)                       |
| Cagny                                        | Le Mesnil-Frémentel                                          | fusion                                                                                     | 25 octobre 1826 (Ordonnance)                         | 25 octobre 1826 (Ordonnance)                       |
| Dives                                        | Dives                                                        | fusion                                                                                     | 19 juillet 1826 (Ordonnance)                         | 19 juillet 1826 (Ordonnance)                       |
| Dives                                        | Trousseauville                                               | fusion                                                                                     | 19 juillet 1826 (Ordonnance)                         | 19 juillet 1826 (Ordonnance)                       |
| Le Mesnil-Durand                             | Le Mesnil-Durand                                             | fusion                                                                                     | 19 juillet 1826 (Ordonnance)                         | 19 juillet 1826 (Ordonnance)                       |
| Le Mesnil-Durand                             | Pontaléry                                                    | fusion                                                                                     | 19 juillet 1826 (Ordonnance)                         | 19 juillet 1826 (Ordonnance)                       |
| Cartigny-l'Épinay                            | Cartigny (une partie)                                        | fusion                                                                                     | 6 janvier 1826 (Ordonnance)                          | 6 janvier 1826 (Ordonnance)                        |
| Cartigny-l'Épinay                            | L'Épinay-Tesson (une partie)                                 | fusion                                                                                     | 6 janvier 1826 (Ordonnance)                          | 6 janvier 1826 (Ordonnance)                        |
| Cartigny-Tesson                              | Cartigny (une partie)                                        | fusion                                                                                     | 6 janvier 1826 (Ordonnance)                          | 6 janvier 1826 (Ordonnance)                        |
| Cartigny-Tesson                              | L'Épinay-Tesson (une partie)                                 | fusion                                                                                     | 6 janvier 1826 (Ordonnance)                          | 6 janvier 1826 (Ordonnance)                        |
| Glos                                         | Glos                                                         | fusion                                                                                     | 28 décembre 1825 (Ordonnance)                        | 28 décembre 1825 (Ordonnance)                      |
| Glos                                         | Villers-sur-Glos                                             | fusion                                                                                     | 28 décembre 1825 (Ordonnance)                        | 28 décembre 1825 (Ordonnance)                      |
| Ouilly-du-Houley                             | Ouilly-la-Ribaude ou Saint-Martin-d'Ouilly                   | fusion                                                                                     | 28 décembre 1825 (Ordonnance)                        | 28 décembre 1825 (Ordonnance)                      |
| Ouilly-du-Houley                             | Saint-Léger-du-Houley                                        | fusion                                                                                     | 28 décembre 1825 (Ordonnance)                        | 28 décembre 1825 (Ordonnance)                      |
| Marolles                                     | Marolles                                                     | fusion                                                                                     | 1er septembre 1825 (Ordonnance)                      | 1er septembre 1825 (Ordonnance)                    |
| Marolles                                     | Cirfontaines                                                 | fusion                                                                                     | 1er septembre 1825 (Ordonnance)                      | 1er septembre 1825 (Ordonnance)                    |
| Saint-Sylvain                                | Saint-Sylvain                                                | fusion                                                                                     | 1er septembre 1825 (Ordonnance)                      | 1er septembre 1825 (Ordonnance)                    |
| Saint-Sylvain                                | Saint-Martin-des-Bois                                        | fusion                                                                                     | 1er septembre 1825 (Ordonnance)                      | 1er septembre 1825 (Ordonnance)                    |
| La Chapelle-Yvon                             | La Chapelle-Yvon                                             | fusion                                                                                     | 22 juin 1825 (Ordonnance)                            | 22 juin 1825 (Ordonnance)                          |
| La Chapelle-Yvon                             | Le Bennerey                                                  | fusion                                                                                     | 22 juin 1825 (Ordonnance)                            | 22 juin 1825 (Ordonnance)                          |
| La Folletière-Abenon                         | La Folletière                                                | fusion                                                                                     | 22 juin 1825 (Ordonnance)                            | 22 juin 1825 (Ordonnance)                          |
| La Folletière-Abenon                         | Abenon                                                       | fusion                                                                                     | 22 juin 1825 (Ordonnance)                            | 22 juin 1825 (Ordonnance)                          |
| Hermival-les-Vaux                            | Hermival                                                     | fusion                                                                                     | 22 juin 1825 (Ordonnance)                            | 22 juin 1825 (Ordonnance)                          |
| Hermival-les-Vaux                            | Les Vaux                                                     | fusion                                                                                     | 22 juin 1825 (Ordonnance)                            | 22 juin 1825 (Ordonnance)                          |
| Cordebugle                                   | Cordebugle                                                   | fusion                                                                                     | 31 mars 1825 (Ordonnance)                            | 31 mars 1825 (Ordonnance)                          |
| Cordebugle                                   | Courtonnel                                                   | fusion                                                                                     | 31 mars 1825 (Ordonnance)                            | 31 mars 1825 (Ordonnance)                          |
| Familly                                      | Familly                                                      | fusion                                                                                     | 31 mars 1825 (Ordonnance)                            | 31 mars 1825 (Ordonnance)                          |
| Familly                                      | La Halboudière                                               | fusion                                                                                     | 31 mars 1825 (Ordonnance)                            | 31 mars 1825 (Ordonnance)                          |
| Saint-Hippolyte-de-Canteloup                 | Saint-Hippolyte-de-Canteloup                                 | fusion                                                                                     | 31 mars 1825 (Ordonnance)                            | 31 mars 1825 (Ordonnance)                          |
| Saint-Hippolyte-de-Canteloup                 | Saint-Pierre-de-Canteloup                                    | fusion                                                                                     | 31 mars 1825 (Ordonnance)                            | 31 mars 1825 (Ordonnance)                          |
| Saint-Paul-de-Courtonne                      | Saint-Paul-de-Courtonne                                      | fusion                                                                                     | 20 octobre 1824 (Ordonnance)                         | 20 octobre 1824 (Ordonnance)                       |
| Saint-Paul-de-Courtonne                      | Notre-Dame-de-Livet                                          | fusion                                                                                     | 20 octobre 1824 (Ordonnance)                         | 20 octobre 1824 (Ordonnance)                       |
| Grandcamp                                    | Grandcamp                                                    | fusion                                                                                     | 22 septembre 1824 (Ordonnance)                       | 22 septembre 1824 (Ordonnance)                     |
| Grandcamp                                    | L'Étamville                                                  | fusion                                                                                     | 22 septembre 1824 (Ordonnance)                       | 22 septembre 1824 (Ordonnance)                     |
| Ouilly-le-Vicomte                            | Ouilly-le-Vicomte                                            | fusion                                                                                     | 22 septembre 1824 (Ordonnance)                       | 22 septembre 1824 (Ordonnance)                     |
| Ouilly-le-Vicomte                            | Bouttemont                                                   | fusion                                                                                     | 22 septembre 1824 (Ordonnance)                       | 22 septembre 1824 (Ordonnance)                     |
| Huppain                                      | Huppain                                                      | fusion                                                                                     | 14 avril 1824 (Ordonnance)                           | 14 avril 1824 (Ordonnance)                         |
| Huppain                                      | Neuville-sur-Port                                            | fusion                                                                                     | 14 avril 1824 (Ordonnance)                           | 14 avril 1824 (Ordonnance)                         |
| Huppain                                      | Villiers-sur-Port                                            | fusion                                                                                     | 14 avril 1824 (Ordonnance)                           | 14 avril 1824 (Ordonnance)                         |
| Russy                                        | Russy                                                        | fusion                                                                                     | 14 janvier 1824 (Ordonnance)                         | 14 janvier 1824 (Ordonnance)                       |
| Russy                                        | Argouges-sous-Mosles                                         | fusion                                                                                     | 14 janvier 1824 (Ordonnance)                         | 14 janvier 1824 (Ordonnance)                       |
| Surrain                                      | Surrain                                                      | fusion                                                                                     | 14 janvier 1824 (Ordonnance)                         | 14 janvier 1824 (Ordonnance)                       |
| Surrain                                      | Houtteville                                                  | fusion                                                                                     | 14 janvier 1824 (Ordonnance)                         | 14 janvier 1824 (Ordonnance)                       |
| Formigny                                     | Formigny                                                     | fusion                                                                                     | 12 novembre 1823 (Ordonnance)                        | 12 novembre 1823 (Ordonnance)                      |
| Formigny                                     | Vérets                                                       | fusion                                                                                     | 12 novembre 1823 (Ordonnance)                        | 12 novembre 1823 (Ordonnance)                      |
| Le Marais-la-Chapelle                        | Le Marais-sur-Dive                                           | fusion                                                                                     | 13 août 1823 (Ordonnance)                            | 13 août 1823 (Ordonnance)                          |
| Le Marais-la-Chapelle                        | La Chapelle-Souquet                                          | fusion                                                                                     | 13 août 1823 (Ordonnance)                            | 13 août 1823 (Ordonnance)                          |
| Saint-Martin-des-Entrées                     | Saint-Martin-des-Entrées                                     | fusion                                                                                     | 25 février 1818 (Ordonnance)                         | 25 février 1818 (Ordonnance)                       |
| Saint-Martin-des-Entrées                     | Saint-Germain-de-la-Lieue                                    | fusion                                                                                     | 25 février 1818 (Ordonnance)                         | 25 février 1818 (Ordonnance)                       |
| Saint-Crespin                                | Saint-Crespin                                                | fusion                                                                                     | 28 septembre 1815 (Ordonnance)                       | 28 septembre 1815 (Ordonnance)                     |
| Saint-Crespin                                | Cerqueux-en-Auge                                             | fusion                                                                                     | 28 septembre 1815 (Ordonnance)                       | 28 septembre 1815 (Ordonnance)                     |
| Genneville                                   | Genneville                                                   | fusion                                                                                     | 26 mai 1813 (Arrêté)                                 | 26 mai 1813 (Arrêté)                               |
| Genneville                                   | Saint-Martin-le-Vieux-sur-Morelle                            | fusion                                                                                     | 26 mai 1813 (Arrêté)                                 | 26 mai 1813 (Arrêté)                               |
| Magny-la-Campagne                            | Magny-la-Campagne                                            | fusion                                                                                     | 9 septembre 1811 (Ordonnance)                        | 9 septembre 1811 (Ordonnance)                      |
| Magny-la-Campagne                            | Vaux-la-Campagne                                             | fusion                                                                                     | 9 septembre 1811 (Ordonnance)                        | 9 septembre 1811 (Ordonnance)                      |
| Ablon                                        | Ablon                                                        | fusion                                                                                     | 13 octobre 1809 (Décret)                             | 13 octobre 1809 (Décret)                           |
| Ablon                                        | Ableville                                                    | fusion                                                                                     | 13 octobre 1809 (Décret)                             | 13 octobre 1809 (Décret)                           |
| Ablon                                        | Crémanville                                                  | fusion                                                                                     | 13 octobre 1809 (Décret)                             | 13 octobre 1809 (Décret)                           |
| Saint-Gatien                                 | Saint-Gatien                                                 | fusion                                                                                     | 1801 (ou avant)                                      | 1801 (ou avant)                                    |
| Saint-Gatien                                 | Le Mont-Saint-Jean                                           | fusion                                                                                     | 1801 (ou avant)                                      | 1801 (ou avant)                                    |
| Louvigny                                     | Louvigny                                                     | fusion                                                                                     | 12 janvier 1798 (23 nivôse An 6)                     | 12 janvier 1798 (23 nivôse An 6)                   |
| Louvigny                                     | Athis                                                        | fusion                                                                                     | 12 janvier 1798 (23 nivôse An 6)                     | 12 janvier 1798 (23 nivôse An 6)                   |
| Percy                                        | Percy                                                        | fusion                                                                                     | 1792-1795                                            | 1792-1795                                          |
| Percy                                        | Plainville                                                   | fusion                                                                                     | 1792-1795                                            | 1792-1795                                          |
| Lessard-et-le-Chêne                          | Lessard                                                      | fusion                                                                                     | 16 février 1791 (Arrêté)                             | 16 février 1791 (Arrêté)                           |
| Lessard-et-le-Chêne                          | Le-Chêne-en-Auge                                             | fusion                                                                                     | 16 février 1791 (Arrêté)                             | 16 février 1791 (Arrêté)                           |
| Cairon                                       | Cairon                                                       | fusion                                                                                     | 1790-1794                                            | 1790-1794                                          |
| Cairon                                       | Les Buissons (transférée en 1850 à Villons)                  | fusion                                                                                     | 1790-1794                                            | 1790-1794                                          |
| Colombelles                                  | Colombelles                                                  | fusion                                                                                     | 1790-1794                                            | 1790-1794                                          |
| Colombelles                                  | Clopée (transférée en 1849 à Mondeville)                     | fusion                                                                                     | 1790-1794                                            | 1790-1794                                          |
| Courseulles                                  | Courseulles                                                  | fusion                                                                                     | 1790-1794                                            | 1790-1794                                          |
| Courseulles                                  | Le Platon (transférée en 1948 à Bernières)                   | fusion                                                                                     | 1790-1794                                            | 1790-1794                                          |
| Douvres                                      | Douvres                                                      | fusion                                                                                     | 1790-1794                                            | 1790-1794                                          |
| Douvres                                      | La Mare                                                      | fusion                                                                                     | 1790-1794                                            | 1790-1794                                          |
| Englesqueville                               | Englesqueville                                               | fusion                                                                                     | 1790-1794                                            | 1790-1794                                          |
| Englesqueville                               | Beaumont-le-Richard                                          | fusion                                                                                     | 1790-1794                                            | 1790-1794                                          |
| Falaise                                      | Falaise                                                      | fusion                                                                                     | 1790-1794                                            | 1790-1794                                          |
| Falaise                                      | Guibray                                                      | fusion                                                                                     | 1790-1794                                            | 1790-1794                                          |
| Hérouvillette                                | Hérouvillette                                                | fusion                                                                                     | 1790-1794                                            | 1790-1794                                          |
| Hérouvillette                                | Sainte-Honorine-de-Chardonnette                              | fusion                                                                                     | 1790-1794                                            | 1790-1794                                          |
| Ifs                                          | Ifs                                                          | fusion                                                                                     | 1790-1794                                            | 1790-1794                                          |
| Ifs                                          | Bras                                                         | fusion                                                                                     | 1790-1794                                            | 1790-1794                                          |
| Landelles-et-Coupigny                        | Landelles                                                    | fusion                                                                                     | 1790-1794                                            | 1790-1794                                          |
| Landelles-et-Coupigny                        | Coupigny                                                     | fusion                                                                                     | 1790-1794                                            | 1790-1794                                          |
| Luc                                          | Luc                                                          | fusion                                                                                     | 1790-1794                                            | 1790-1794                                          |
| Luc                                          | La Délivrande (transférée en 1839 à Douvres)                 | fusion                                                                                     | 1790-1794                                            | 1790-1794                                          |
| Le Molay                                     | Le Molay                                                     | fusion                                                                                     | 1790-1794                                            | 1790-1794                                          |
| Le Molay                                     | La Mine                                                      | fusion                                                                                     | 1790-1794                                            | 1790-1794                                          |
| Ouézy                                        | Ouézy                                                        | fusion                                                                                     | 1790-1794                                            | 1790-1794                                          |
| Ouézy                                        | Le Bosq (transférée en 1860 à Croissanville)                 | fusion                                                                                     | 1790-1794                                            | 1790-1794                                          |
| Le Plessis-Grimoult                          | Le Plessis-Grimoult                                          | fusion                                                                                     | 1790-1794                                            | 1790-1794                                          |
| Le Plessis-Grimoult                          | La Haute-Rivière (transférée en 1931 à Cauville)             | fusion                                                                                     | 1790-1794                                            | 1790-1794                                          |
| Ranchy                                       | Ranchy                                                       | fusion                                                                                     | 1790-1794                                            | 1790-1794                                          |
| Ranchy                                       | Englesqueville                                               | fusion                                                                                     | 1790-1794                                            | 1790-1794                                          |
| Saint-Désir                                  | Saint-Désir                                                  | fusion                                                                                     | 1790-1794                                            | 1790-1794                                          |
| Saint-Désir                                  | La Pommeraye                                                 | fusion                                                                                     | 1790-1794                                            | 1790-1794                                          |
| Saint-Gatien                                 | Saint-Gatien                                                 | fusion                                                                                     | 1790-1794                                            | 1790-1794                                          |
| Saint-Gatien                                 | Herbigny                                                     | fusion                                                                                     | 1790-1794                                            | 1790-1794                                          |
| Saint-Germain-de-la-Lieue                    | Saint-Germain-de-la-Lieue                                    | fusion                                                                                     | 1790-1794                                            | 1790-1794                                          |
| Saint-Germain-de-la-Lieue                    | Damigny                                                      | fusion                                                                                     | 1790-1794                                            | 1790-1794                                          |
| Saint-Laurent-de-Condel                      | Saint-Laurent-de-Condel                                      | fusion                                                                                     | 1790-1794                                            | 1790-1794                                          |
| Saint-Laurent-de-Condel                      | Acre (transférée en 1824 à Grimbosq)                         | fusion                                                                                     | 1790-1794                                            | 1790-1794                                          |
| Saint-Loup-Hors                              | Saint-Loup-Hors                                              | fusion                                                                                     | 1790-1794                                            | 1790-1794                                          |
| Saint-Loup-Hors                              | Pièce-du-Clos-Bouillon (transférée en 1949 à Bayeux)         | fusion                                                                                     | 1790-1794                                            | 1790-1794                                          |
| Touques                                      | Saint-Thomas-de-Touques                                      | fusion                                                                                     | 1790-1794                                            | 1790-1794                                          |
| Touques                                      | Saint-Pierre-de-Touques                                      | fusion                                                                                     | 1790-1794                                            | 1790-1794                                          |
| Urville                                      | Urville                                                      | fusion                                                                                     | 1790-1794                                            | 1790-1794                                          |
| Urville                                      | Langannerie (transférée en 1839 à Grainville-la-Campagne)    | fusion                                                                                     | 1790-1794                                            | 1790-1794                                          |

## Créations et rétablissements
| Nom de la commune créée | Commune affectée       | Mode de création            | Date (et nature) de la décision           | Date d'effet           |
| ----------------------- | ---------------------- | --------------------------- | ----------------------------------------- | ---------------------- |
| Troarn                  | Saline                 | Démembrement et suppression | 28 décembre 2018 (Tribunal administratif) | 31 décembre 2019       |
| Sannerville             | Saline                 | Démembrement et suppression | 28 décembre 2018 (Tribunal administratif) | 31 décembre 2019       |
| Cesny-aux-Vignes        | Cesny-aux-Vignes-Ouézy | Démembrement et suppression | 5 septembre 2005 (Arrêté)                 | 1er janvier 2006       |
| Ouézy                   | Cesny-aux-Vignes-Ouézy | Démembrement et suppression | 5 septembre 2005 (Arrêté)                 | 1er janvier 2006       |
| Hottot-les-Bagues       | Hottot-Longraye        | Démembrement et suppression | 29 décembre 1982 (Arrêté)                 | 1er janvier 1983       |
| Longraye                | Hottot-Longraye        | Démembrement et suppression | 29 décembre 1982 (Arrêté)                 | 1er janvier 1983       |
| Saint-Aubin-sur-Mer     | Langrune               | Démembrement                | 1er juillet 1851 (Loi)                    | 1er juillet 1851 (Loi) |
| Russy                   | Étréham                | Démembrement                | 9 mai 1832 (Loi)                          | 9 mai 1832 (Loi)       |

## Modifications de nom officiel
| Ancien nom              | Nouveau nom                 | Date (et nature) de la décision |
| ----------------------- | --------------------------- | ------------------------------- |
| Le Hom                  | Thury-Harcourt-le-Hom       | 30 décembre 2021 (Décret)       |
| Bréville                | Bréville-les-Monts          | 26 août 2004 (Décret)           |
| Vieux-Pont              | Vieux-Pont-en-Auge          | 21 décembre 1999 (Décret)       |
| Barneville              | Barneville-la-Bertran       | 6 novembre 1995 (Décret)        |
| Magny                   | Magny-en-Bessin             | 10 mars 1971 (Décret)           |
| Cormelles               | Cormelles-le-Royal          | 29 août 1969 (Décret)           |
| Préaux                  | Préaux-Saint-Sébastien      | 14 mars 1967 (Décret)           |
| Gonneville-sur-Merville | Gonneville-en-Auge          | 5 janvier 1965 (Décret)         |
| Douville                | Douville-en-Auge            | 25 juillet 1961 (Décret)        |
| Le Theil                | Le Theil-Bocage             | 27 mars 1961 (Décret)           |
| Douvres                 | Douvres-la-Délivrande       | 27 février 1961 (Décret)        |
| Blainville              | Blainville-sur-Orne         | 8 octobre 1958 (Décret),        |
| Noyers                  | Noyers-Bocage               | 8 octobre 1958 (Décret),        |
| Percy                   | Percy-en-Auge               | 8 octobre 1958 (Décret),        |
| Hérouville              | Hérouville-Saint-Clair      | 6 avril 1957 (Décret)           |
| Langrune                | Langrune-sur-Mer            | 6 avril 1957 (Décret)           |
| Monts                   | Monts-en-Bessin             | 6 avril 1957 (Décret)           |
| Saint-Gatien            | Saint-Gatien-des-Bois       | 6 avril 1957 (Décret)           |
| Tournay                 | Tournay-sur-Odon            | 6 avril 1957 (Décret)           |
| Courseulles             | Courseulles-sur-Mer         | 26 mars 1957 (Décret)           |
| Caumont                 | Caumont-l'Éventé            | 20 août 1955 (Décret)           |
| Hottot                  | Hottot-les-Bagues           | 20 août 1955 (Décret)           |
| Landes                  | Landes-sur-Ajon             | 30 mars 1950 (Décret)           |
| Grandchamp              | Grandchamp-le-Château       | 29 septembre 1949 (Décret)      |
| Curcy                   | Curcy-sur-Orne              | 11 avril 1949 (Décret)          |
| Benerville              | Benerville-sur-Mer          | 17 mars 1949 (Décret)           |
| Montreuil               | Montreuil-en-Auge           | 16 janvier 1947 (Décret)        |
| Mandeville              | Mandeville-en-Bessin        | 17 septembre 1946 (Décret)      |
| Martigny                | Martigny-sur-l'Ante         | 17 septembre 1946 (Décret)      |
| Colleville-sur-Orne     | Colleville-Montgomery       | 14 juin 1946 (Décret)           |
| Villy                   | Villy-lez-Falaise           | 28 mai 1946 (Décret),           |
| Bures                   | Bures-sur-Dives             | 24 décembre 1943 (Décret)       |
| Juvigny                 | Juvigny-sur-Seulles         | 21 mai 1938 (Décret)            |
| Tessel-Bretteville      | Tessel                      | 21 mai 1938 (Décret)            |
| Cambes                  | Cambes-en-Plaine            | 21 novembre 1937 (Décret)       |
| Asnières                | Asnières-en-Bessin          | 19 août 1937 (Décret)           |
| Tourville               | Tourville-en-Auge           | 23 décembre 1936 (Décret)       |
| Barou                   | Barou-en-Auge               | 3 décembre 1936 (Décret)        |
| Le Theil                | Le Theil-en-Auge            | 3 décembre 1936 (Décret)        |
| Tourville               | Tourville-sur-Odon          | 3 décembre 1936 (Décret)        |
| Poussy                  | Poussy-la-Campagne          | 21 février 1936 (Décret)        |
| Baron                   | Baron-sur-Odon              | 27 décembre 1935 (Décret)       |
| Préaux                  | Préaux-Bocage               | 9 juin 1933 (Décret)            |
| Merville                | Merville-Franceville-Plage  | 11 février 1931 (Décret)        |
| Gonneville-sur-Dives    | Gonneville-sur-Mer          | 19 janvier 1927 (Décret)        |
| Norrey                  | Norrey-en-Bessin            | 17 juillet 1926 (Décret)        |
| Englesqueville          | Englesqueville-en-Auge      | 23 décembre 1924 (Décret)       |
| Isigny                  | Isigny-sur-Mer              | 13 novembre 1924 (Décret)       |
| Longues                 | Longues-sur-Mer             | 13 novembre 1924 (Décret)       |
| Clinchamps              | Mesnil-Clinchamps           | 5 janvier 1924 (Décret)         |
| Beuvron                 | Beuvron-en-Auge             | 12 décembre 1923 (Décret)       |
| Monceaux                | Monceaux-en-Bessin          | 12 décembre 1921 (Décret)       |
| Vienne                  | Vienne-en-Bessin            | 12 décembre 1921 (Décret)       |
| Bures                   | Bures-les-Monts             | 13 décembre 1920 (Décret)       |
| Noron                   | Noron-l'Abbaye              | 13 décembre 1920 (Décret)       |
| Fourneaux               | Fourneaux-le-Val            | 24 octobre 1919 (Décret)        |
| Allemagne               | Fleury-sur-Orne             | 12 avril 1917 (Décret)          |
| Clinchamps              | Clinchamps-sur-Orne         | 4 février 1916 (Décret)         |
| Le Breuil               | Le Breuil-en-Bessin         | 25 janvier 1914 (Décret)        |
| Vierville               | Vierville-sur-Mer           | 1er août 1913 (Décret)          |
| Saint-André-de-Fontenay | Saint-André-sur-Orne        | 4 décembre 1911 (Décret)        |
| Saint-Vaast             | Saint-Vaast-en-Auge         | 11 novembre 1911 (Décret)       |
| Tour                    | Tour-en-Bessin              | 24 août 1909 (Décret)           |
| Blonville               | Blonville-sur-Mer           | 11 août 1906 (Décret)           |
| Putot                   | Putot-en-Auge               | 29 janvier 1906 (Décret)        |
| Beuzeval-Houlgate       | Houlgate                    | 21 janvier 1905 (Décret)        |
| Saint-Manvieu           | Saint-Manvieu-Bocage        | 12 décembre 1904 (Décret)       |
| Noron                   | Noron-la-Poterie            | 15 août 1903 (Décret)           |
| Ver                     | Ver-sur-Mer                 | 23 janvier 1903 (Décret)        |
| Saint-Vaast             | Saint-Vaast-sur-Seulles     | 6 novembre 1901 (Décret)        |
| Neuilly                 | Neuilly-la-Forêt            | 13 novembre 1899 (Décret)       |
| Beuzeval                | Beuzeval-Houlgate           | 15 décembre 1898 (Décret)       |
| Arromanches             | Arromanches-les-Bains       | 3 novembre 1897 (Décret)        |
| Crèvecœur               | Crèvecœur-en-Auge           | 22 septembre 1897 (Décret)      |
| Dives                   | Dives-sur-Mer               | 18 septembre 1897 (Décret)      |
| Graye                   | Graye-sur-Mer               | 29 novembre 1896 (Décret)       |
| Aunay                   | Aunay-sur-Odon              | 10 avril 1895 (Décret)          |
| Le Breuil               | Le Breuil-en-Auge           | 23 novembre 1894 (Décret)       |
| Cricqueville            | Cricqueville-en-Auge        | 30 décembre 1891 (Décret)       |
| Cricqueville            | Cricqueville-en-Bessin      | 30 décembre 1891 (Décret)       |
| Englesqueville          | Englesqueville-la-Percée    | 30 décembre 1891 (Décret)       |
| Grandcamp               | Grandcamp-les-Bains         | 18 août 1890 (Décret)           |
| Périers                 | Périers-sur-le-Dan          | 9 août 1889 (Décret)            |
| Saint-Sever             | Saint-Sever-Calvados        | 9 août 1889 (Décret)            |
| May                     | May-sur-Orne                | 2 mars 1888 (Décret)            |
| Norrey                  | Norrey-en-Auge              | 24 novembre 1887 (Décret)       |
| Hermanville             | Hermanville-sur-Mer         | 11 février 1885 (Décret)        |
| Blangy                  | Blangy-le-Château           | 25 novembre 1875 (Décret)       |
| Montchamp-le-Grand      | Montchamp                   | 18 septembre 1856 (Arrêté)      |
| Tallevende-le-Grand     | Saint-Germain-de-Tallevende | 18 septembre 1856 (Arrêté)      |
| Montchamp-le-Petit      | Saint-Charles-de-Percy      | 29 décembre 1853 (Arrêté)       |
| Villons                 | Villons-les-Buissons        | 11 avril 1850 (Loi)             |
| Cartigny-Tesson         | Sainte-Marguerite-d'Elle    | 8 mars 1846 (Ordonnance)        |
| Grainville-la-Campagne  | Grainville-Langannerie      | 24 juillet 1839 (Loi)           |
| Tessel                  | Tessel-Bretteville          | 20 mai 1835 (Ordonnance)        |
| Saint-Léonard           | La Rivière-Saint-Sauveur    | 21 novembre 1831 (Ordonnance)   |
| Cesny-en-Cinglais       | Cesny-Bois-Halbout          | 30 juillet 1828 (Ordonnance)    |

## Modifications de limites communales
Le plus souvent, les modifications des limites communales décidées par arrêtés préfectoraux ne sont pas répertoriées dans le Journal officiel ni dans le Bulletin officiel.
| La commune de ...                              | ... cède du territoire à la commune de ...    | Précisions                                                 | Date (et nature) de la décision                     |
| ---------------------------------------------- | --------------------------------------------- | ---------------------------------------------------------- | --------------------------------------------------- |
| Mathieu                                        | Périers-sur-le-Dan                            | Superficie de 2 ha 77 a 60 ca                              | 23 novembre 1999 (Décret)                           |
| Courseulles-sur-Mer                            | Graye-sur-Mer                                 | Superficie de 15 a 60 ca                                   | 17 janvier 1996 (Décret)                            |
| Graye-sur-Mer                                  | Courseulles-sur-Mer                           | Superficie de 15 a 60 ca                                   | 17 janvier 1996 (Décret)                            |
| Grimbosq                                       | Saint-Laurent-de-Condel                       | 4 habitants                                                | 7 septembre 1983 (Arrêté)                           |
| Gonneville-sur-Honfleur                        | Honfleur                                      | Superficie de 244 ha 6 a 78 ca                             | 30 octobre 1979 (Arrêté)                            |
| Caen                                           | Hérouville-Saint-Clair                        | Superficie de 10 ha 62 a 11 ca                             | 3 mai 1979 (Décret)                                 |
| Hérouville-Saint-Clair                         | Caen                                          | 148 habitants Superficie de 9 ha 95 a 22 ca                | 3 mai 1979 (Décret)                                 |
| Hermival-les-Vaux                              | Lisieux                                       | Superficie de 37 ha 84 a 62 ca                             | 8 mars 1977 (Décret)                                |
| Cambes-en-Plaine                               | Épron                                         |                                                            | 24 octobre 1974 (Décret)                            |
| Saint-Pierre-du-Regard (Département de l'Orne) | Condé-sur-Noireau                             | 23 habitants Zone industrielle                             | 2 décembre 1968 (Décret)                            |
| Honfleur Ablon La Rivière-Saint-Sauveur        | La Rivière-Saint-Sauveur Honfleur Ablon       |                                                            | 7 septembre 1967 (Arrêté) 15 décembre 1964 (Arrêté) |
| Fresné-la-Mère                                 | Beaumais                                      | Superficie de 2 ha 30 a                                    | 22 décembre 1966 (Décret)                           |
| Beaumais                                       | Fresné-la-Mère                                | Superficie de 2 ha 30 a                                    | 22 décembre 1966 (Décret)                           |
| Pertheville-Ners                               | Beaumais                                      | Superficie de 2 ha 24 a                                    | 22 décembre 1966 (Décret)                           |
| Beaumais                                       | Pertheville-Ners                              | Superficie de 2 ha 24 a                                    | 22 décembre 1966 (Décret)                           |
| Cormelles                                      | Caen                                          | 384 habitants Monastère Notre-Dame de la Charité           | 22 décembre 1965 (Arrêté)                           |
| Fleury-sur-Orne                                | Caen                                          | Superficie : 10 ha                                         | 30 juillet 1962 (Arrêté)                            |
| Rocques                                        | Lisieux                                       |                                                            | 29 janvier 1960 (Décret)                            |
| Glos                                           | Lisieux                                       |                                                            | 29 janvier 1960 (Décret)                            |
| Beuvillers                                     | Lisieux                                       |                                                            | 29 janvier 1960 (Décret)                            |
| Saint-Désir                                    | Lisieux                                       | 100 habitants                                              | 29 janvier 1960 (Décret)                            |
| Ouilly-le-Vicomte                              | Lisieux                                       | 280 habitants                                              | 29 janvier 1960 (Décret)                            |
| Hermival-les-Vaux                              | Lisieux                                       |                                                            | 29 janvier 1960 (Décret)                            |
| Bénouville Blainville-sur-Orne                 | Blainville-sur-Orne Bénouville                | Lotissement du Parc                                        | 26 janvier 1959 (Arrêté)                            |
| Cagny                                          | Frénouville                                   | Superficie de 86 a 15 ca                                   | 12 mai 1958 (Décret)                                |
| Frénouville                                    | Cagny                                         | Superficie de 1 ha 70 a 5 ca                               | 12 mai 1958 (Décret)                                |
| Sept-Vents                                     | Caumont-l'Éventé                              | Parcelle de l'Herbage de Mme Noël Superficie de 85 a 28 ca | 10 avril 1957 (Arrêté)                              |
| Cormelles                                      | Caen                                          |                                                            | 30 mai 1952 (Arrêté)                                |
| Neuville                                       | Vire                                          |                                                            | 22 mars 1952 (Décret)                               |
| Roullours                                      | Vire                                          |                                                            | 22 mars 1952 (Décret)                               |
| Saint-Germain-de-Tallevende                    | Vire                                          |                                                            | 22 mars 1952 (Décret)                               |
| Croisilles                                     | Thury-Harcourt                                |                                                            | 11 janvier 1950 (Décret)                            |
| Livry                                          | Caumont-l'Éventé                              | Hameaux de Mondant, la Bruyère et l'Étoquet                | 14 mai 1949 (Décret)                                |
| Saint-Loup-Hors                                | Bayeux                                        | Parcelle La Pièce du Clos-Bouillon                         | 23 février 1949 (Arrêté)                            |
| Thury-Harcourt Saint-Martin-de-Sallen          | Saint-Martin-de-Sallen Thury-Harcourt         | Lieu-dit Le Haut-de-Saint-Bénin                            | 21 février 1949 (Arrêté)                            |
| Maltot Fontaine-Étoupefour                     | Fontaine-Étoupefour Maltot                    |                                                            | 2 juin 1948 (Arrêté)                                |
| Courseulles-sur-Mer                            | Bernières-sur-Mer                             | Parcelle de terrain le Platon Superficie de 7 ha 60 a      | 20 avril 1948 (Arrêté)                              |
| Venoix                                         | Bretteville-sur-Odon                          |                                                            | 27 septembre 1947 (Arrêté)                          |
| Le Plessis-Grimoult                            | Cauville                                      | Section de la Haute-Rivière                                | 18 janvier 1931 (Loi)                               |
| Honfleur La Rivière-Saint-Sauveur              | La Rivière-Saint-Sauveur Honfleur             |                                                            | 31 juillet 1904 (Décret)                            |
| Le Bô                                          | La Pommeraye                                  |                                                            | 30 janvier 1893 (Décret)                            |
| Fontenay-le-Marmion                            | Rocquancourt                                  |                                                            | 31 janvier 1881 (Décret)                            |
| Évrecy                                         | Sainte-Honorine-du-Fay                        |                                                            | 26 février 1879 (Décret)                            |
| Saint-Jacques                                  | Lisieux                                       |                                                            | 24 mars 1875 (Décret)                               |
| Saint-Désir                                    | Lisieux                                       |                                                            | 24 mars 1875 (Décret)                               |
| Proussy                                        | Pontécoulant                                  | Hameau le Passage de Pontécoulant                          | 5 juillet 1872 (Décret)                             |
| La Vacquerie                                   | La Lande-sur-Drôme                            | Hameau de la Groudière                                     | 15 avril 1865 (Loi)                                 |
| Trouville                                      | Deauville                                     | Limite fixée sur le cours actuel de la rivière la Touques  | 30 septembre 1863 (Décret)                          |
| Ouistreham                                     | Bénouville                                    | Hameau du Port                                             | 4 mars 1863 (Loi)                                   |
| Osmanville Isigny                              | Isigny Osmanville                             | Echange de la section de Montaure avec le hameau Capart    | 2 juillet 1862 (Loi)                                |
| Graye                                          | Courseulles                                   |                                                            | 14 juillet 1860 (Loi)                               |
| Méry-Corbon                                    | Croissanville                                 | Section du Bosq                                            | 21 mai 1860 (Loi)                                   |
| Cléville                                       | Croissanville                                 | Section du Bosq                                            | 21 mai 1860 (Loi)                                   |
| Ouézy                                          | Croissanville                                 | Section du Bosq                                            | 21 mai 1860 (Loi)                                   |
| Fresney                                        | Boulon                                        | Hameaux de Célery et Gable-Blanc                           | 9 mai 1860 (Loi)                                    |
| Douville Gonneville-sur-Dives                  | Gonneville-sur-Dives Douville                 |                                                            | 10 février 1858 (Décret)                            |
| Cairon                                         | Villons-les-Buissons                          | Section des Buissons                                       | 11 avril 1850 (Loi)                                 |
| Fontaine-la-Louvet (Département de l'Eure)     | L'Hôtellerie                                  |                                                            | 5 février 1850 (Loi)                                |
| Colombelles                                    | Mondeville                                    | Hameau de Clopée                                           | 18 octobre 1849 (Loi)                               |
| Douvres                                        | Colomby-sur-Thaon                             |                                                            | 30 avril 1846 (Loi)                                 |
| Le Pin                                         | Saint-Jean-d'Asnières (Département de l'Eure) | Hameau d'Asnières                                          | 22 juillet 1843 (Loi)                               |
| Luc                                            | Douvres                                       | Partie du bourg de la Délivrande                           | 25 juillet 1839 (Loi)                               |
| Urville                                        | Grainville-la-Campagne                        | Village de Langannerie                                     | 24 juillet 1839 (Loi)                               |
| Les Moutiers-en-Cinglais Grimbosq              | Grimbosq Les Moutiers-en-Cinglais             |                                                            | 8 septembre 1835 (Ordonnance)                       |
| Donville                                       | Favières                                      |                                                            | 29 mai 1834 (Loi)                                   |
| Tilly-sur-Seulle Bucels                        | Bucels Tilly-sur-Seulle                       |                                                            | 6 décembre 1831 (Loi)                               |
| Ablon                                          | Saint-Léonard                                 | Hameau de Saint-Sauveur                                    | 21 novembre 1831 (Ordonnance)                       |
| Saint-Léonard                                  | Honfleur                                      |                                                            | 21 novembre 1831 (Ordonnance)                       |
| Hernetot                                       | Le Ham                                        | Rive droite de la Dives                                    | 26 juillet 1829 (Ordonnance)                        |
| Estry                                          | La Rocque                                     | Villages de Canteloup et des Castillons                    | 27 février 1828 (Ordonnance)                        |
| Saint-Laurent-de-Condel                        | Grimbosq                                      | Hameau de l'Acre Superficie de 9 ha 13 a 70 ca             | 29 décembre 1824 (Ordonnance)                       |
| Épaney Perrières                               | Perrières Épaney                              |                                                            | 6 novembre 1822 (Ordonnance)                        |
| Les Moutiers-en-Cinglais                       | Grimbosq                                      |                                                            | 24 août 1820 (Ordonnance)                           |
| Dampierre                                      | Le Perron (Département de la Manche)          | Section de la Fresnée                                      | 26 février 1817 (Ordonnance) 14 juillet 1819 (Loi)  |

## Communes associées
Liste des communes ayant, ou ayant eu (en italique), à la suite d'une fusion, le statut de commune associée.
| Nom de la commune          | Code INSEE | Fusion-association                      | Fusion-association | Fusion-association          | Fusion-association                           | D - Défusion ou F - transformation de l'association en fusion simple | D - Défusion ou F - transformation de l'association en fusion simple | D - Défusion ou F - transformation de l'association en fusion simple | D - Défusion ou F - transformation de l'association en fusion simple                                                                  |
| Nom de la commune          | Code INSEE | date de la décision                     | date d'effet       | commune absorbante          | nom de la commune résultant de la fusion     | D/F                                                                  | date de la décision                                                  | date d'effet                                                         | commentaire |
| -------------------------- | ---------- | --------------------------------------- | ------------------ | --------------------------- | -------------------------------------------- | -------------------------------------------------------------------- | -------------------------------------------------------------------- | -------------------------------------------------------------------- | --- |
| Feuguerolles-sur-Seulles   | 14267      | Arrêté préfectoral du 30 décembre 1972  | 1er janvier 1973   | Anctoville                  | Anctoville                                   |                                                                      |                                                                      |                                                                      | |
| Orbois                     | 14479      | Arrêté préfectoral du 30 décembre 1972  | 1er janvier 1973   | Anctoville                  | Anctoville                                   |                                                                      |                                                                      |                                                                      | |
| Sermentot                  | 14673      | Arrêté préfectoral du 30 décembre 1972  | 1er janvier 1973   | Anctoville                  | Anctoville                                   |                                                                      |                                                                      |                                                                      | |
| Robehomme                  | 14537      | Arrêté préfectoral du 7 décembre 1974   | 1er janvier 1975   | Bavent                      | Bavent                                       |                                                                      |                                                                      |                                                                      | |
| Biéville-sur-Orne          | 14072      | Arrêté préfectoral du 30 septembre 1972 | 1er octobre 1972   | Beuville                    | Biéville-Beuville                            | F                                                                    | Arrêté préfectoral du 30 septembre 1982                              | 1er octobre 1982                                                     | |
| Grandouet                  | 14315      | Arrêté préfectoral du 26 décembre 1972  | 1er janvier 1973   | Cambremer                   | Cambremer                                    |                                                                      |                                                                      |                                                                      | |
| Saint-Aubin-sur-Algot      | 14561      | Arrêté préfectoral du 26 décembre 1972  | 1er janvier 1973   | Cambremer                   | Cambremer                                    |                                                                      |                                                                      |                                                                      | |
| Saint-Pair-du-Mont         | 14641      | Arrêté préfectoral du 26 décembre 1972  | 1er janvier 1973   | Cambremer                   | Cambremer                                    |                                                                      |                                                                      |                                                                      | |
| Ouézy                      | 14482      | Arrêté préfectoral du 31 décembre 1971  | 1er janvier 1972   | Cesny-aux-Vignes            | Cesny-aux-Vignes-Ouézy                       | D                                                                    | Arrêté préfectoral du 5 septembre 2005                               | 1er janvier 2006                                                     | Cesny-aux-Vignes-Ouézy reprend le nom de Cesny-aux-Vignes                                                                             |
| Saint-Paul-de-Courtonne    | 14642      | Arrêté préfectoral du 11 septembre 1972 | 1er janvier 1973   | Courtonne-la-Ville          | Courtonne-les-Deux-Églises                   |                                                                      |                                                                      |                                                                      | |
| La Ferrière-Duval          | 14263      | Arrêté préfectoral du 30 décembre 1972  | 1er janvier 1973   | Danvou                      | Danvou-la-Ferrière                           | F                                                                    | Arrêté préfectoral du 29 juillet 1977                                | 1er septembre 1977                                                   | |
| Tailleville                | 14683      | Arrêté préfectoral du 26 décembre 1972  | 1er janvier 1973   | Douvres-la-Délivrande       | Douvres-la-Délivrande                        |                                                                      |                                                                      |                                                                      | |
| Beaufour                   | 14051      | Arrêté préfectoral du 26 décembre 1972  | 1er janvier 1973   | Druval                      | Beaufour-Druval                              |                                                                      |                                                                      |                                                                      | |
| Saint-Aubin-Lébizay        | 14560      | Arrêté préfectoral du 26 décembre 1972  | 1er janvier 1973   | Druval                      | Beaufour-Druval                              |                                                                      |                                                                      |                                                                      | |
| Bully                      | 14112      | Arrêté préfectoral du 21 décembre 1972  | 1er janvier 1973   | Feuguerolles-sur-Orne       | Feuguerolles-Bully                           |                                                                      |                                                                      |                                                                      | |
| Bray-la-Campagne           | 14094      | Arrêté préfectoral du 8 août 1972       | 1er janvier 1973   | Fierville-la-Campagne       | Fierville-Bray                               | F                                                                    | Arrêté préfectoral du 12 octobre 1987                                | 1er novembre 1987                                                    | |
| Maisy                      | 14392      | Arrêté préfectoral du 31 octobre 1972   | 1er novembre 1972  | Grandcamp-les-Bains         | Grandcamp-Maisy                              | F                                                                    | Arrêté préfectoral du 23 juin 1993                                   | 1er juillet 1993                                                     | |
| Vasouy                     | 14725      | Arrêté préfectoral du 28 mars 1973      | 1er avril 1973     | Honfleur                    | Honfleur                                     |                                                                      |                                                                      |                                                                      | |
| Longraye                   | 14376      | Arrêté préfectoral du 29 novembre 1972  | 1er décembre 1972  | Hottot-les-Bagues           | Hottot-Longraye                              | D                                                                    | Arrêté préfectoral du 29 décembre 1982                               | 1er janvier 1983                                                     | Hottot-Longraye reprend le nom d'Hottot-les-Bagues                                                                                    |
| Annebecq                   | 14017      | Arrêté préfectoral du 16 septembre 1972 | 1er janvier 1973   | Landelles-et-Coupigny       | Landelles-et-Coupigny                        | F                                                                    | Arrêté préfectoral du 1er juillet 2015                               | 1er juillet 2015                                                     | |
| Parfouru-l'Éclin           | 14490      | Arrêté préfectoral du 30 décembre 1972  | 1er janvier 1973   | Livry                       | Livry                                        |                                                                      |                                                                      |                                                                      | |
| Écajeul                    | 14233      | Arrêté préfectoral du 13 novembre 1972  | 1er janvier 1973   | Le Mesnil-Mauger            | Le Mesnil-Mauger                             |                                                                      |                                                                      |                                                                      | |
| Saint-Crespin              | 14567      | Arrêté préfectoral du 13 novembre 1972  | 1er janvier 1973   | Le Mesnil-Mauger            | Le Mesnil-Mauger                             |                                                                      |                                                                      |                                                                      | |
| Sainte-Marie-aux-Anglais   | 14617      | Arrêté préfectoral du 13 novembre 1972  | 1er janvier 1973   | Le Mesnil-Mauger            | Le Mesnil-Mauger                             |                                                                      |                                                                      |                                                                      | |
| Canon                      | 14133      | Arrêté préfectoral du 26 août 1972      | 1er septembre 1972 | Mézidon                     | Mézidon-Canon                                | F                                                                    | Arrêté préfectoral du 21 octobre 1999                                | 1er janvier 2000                                                     | |
| Pleines-Œuvres             | 14507      | Arrêté préfectoral du 27 avril 1973     | 1er mai 1973       | Pont-Farcy                  | Pont-Farcy                                   | F                                                                    | Décret du 26 décembre 2017                                           | 1er janvier 2018                                                     | Intégration à la commune nouvelle de Tessy-Bocage dans le département de la Manche                                                    |
| Huppain                    | 14340      | Arrêté préfectoral du 16 septembre 1972 | 1er octobre 1972   | Port-en-Bessin              | Port-en-Bessin-Huppain                       |                                                                      |                                                                      |                                                                      | |
| La Lande-Vaumont           | 14351      | Arrêté préfectoral du 16 octobre 1972   | 1er janvier 1973   | Saint-Germain-de-Tallevende | Saint-Germain-de-Tallevende-la-Lande-Vaumont | F                                                                    | Arrêté préfectoral du 23 décembre 1977                               | 1er janvier 1978                                                     | |
| La Cressonnière            | 14199      | Arrêté préfectoral du 26 décembre 1972  | 1er janvier 1973   | Saint-Martin-de-Bienfaite   | Saint-Martin-de-Bienfaite-la-Cressonnière    | F                                                                    | Arrêté préfectoral du 12 décembre 2011                               | 12 décembre 2011                                                     | |
| La Ferrière-au-Doyen       | 14262      | Arrêté préfectoral du 26 décembre 1972  | 1er janvier 1973   | Saint-Martin-des-Besaces    | Saint-Martin-des-Besaces                     |                                                                      |                                                                      |                                                                      | |
| Ammeville                  | 14010      | Arrêté préfectoral du 26 décembre 1972  | 1er janvier 1973   | Saint-Martin-de-Fresnay     | L'Oudon                                      | F                                                                    | Arrêté préfectoral du 8 septembre 2016                               | 1er janvier 2017                                                     | Intégration à la commune nouvelle de Saint-Pierre-en-Auge                                                                             |
| Berville                   | 14067      | Arrêté préfectoral du 26 décembre 1972  | 1er janvier 1973   | Saint-Martin-de-Fresnay     | L'Oudon                                      | F                                                                    | Arrêté préfectoral du 8 septembre 2016                               | 1er janvier 2017                                                     | Intégration à la commune nouvelle de Saint-Pierre-en-Auge                                                                             |
| Écots                      | 14234      | Arrêté préfectoral du 26 décembre 1972  | 1er janvier 1973   | Saint-Martin-de-Fresnay     | L'Oudon                                      | F                                                                    | Arrêté préfectoral du 8 septembre 2016                               | 1er janvier 2017                                                     | Intégration à la commune nouvelle de Saint-Pierre-en-Auge                                                                             |
| Garnetot                   | 14295      | Arrêté préfectoral du 26 décembre 1972  | 1er janvier 1973   | Saint-Martin-de-Fresnay     | L'Oudon                                      | F                                                                    | Arrêté préfectoral du 8 septembre 2016                               | 1er janvier 2017                                                     | Intégration à la commune nouvelle de Saint-Pierre-en-Auge                                                                             |
| Grandmesnil                | 14314      | Arrêté préfectoral du 26 décembre 1972  | 1er janvier 1973   | Saint-Martin-de-Fresnay     | L'Oudon                                      | F                                                                    | Arrêté préfectoral du 8 septembre 2016                               | 1er janvier 2017                                                     | Intégration à la commune nouvelle de Saint-Pierre-en-Auge                                                                             |
| Lieury                     | 14363      | Arrêté préfectoral du 26 décembre 1972  | 1er janvier 1973   | Saint-Martin-de-Fresnay     | L'Oudon                                      | F                                                                    | Arrêté préfectoral du 8 septembre 2016                               | 1er janvier 2017                                                     | Intégration à la commune nouvelle de Saint-Pierre-en-Auge                                                                             |
| Montpinçon                 | 14447      | Arrêté préfectoral du 26 décembre 1972  | 1er janvier 1973   | Saint-Martin-de-Fresnay     | L'Oudon                                      | F                                                                    | Arrêté préfectoral du 8 septembre 2016                               | 1er janvier 2017                                                     | Intégration à la commune nouvelle de Saint-Pierre-en-Auge                                                                             |
| Notre-Dame-de-Fresnay      | 14472      | Arrêté préfectoral du 26 décembre 1972  | 1er janvier 1973   | Saint-Martin-de-Fresnay     | L'Oudon                                      | [ Note 19 ]                                                          | Arrêté préfectoral du 7 janvier 2014                                 | 7 janvier 2014                                                       | Intégration à la commune nouvelle de Saint-Pierre-en-Auge                                                                             |
| Tôtes                      | 14697      | Arrêté préfectoral du 26 décembre 1972  | 1er janvier 1973   | Saint-Martin-de-Fresnay     | L'Oudon                                      | [ Note 19 ]                                                          | Arrêté préfectoral du 19 janvier 1990                                | 1er février 1990                                                     | Intégration à la commune nouvelle de Saint-Pierre-en-Auge                                                                             |
| Saint-Martin-de-Fresnay    | 14624      | Arrêté préfectoral du 19 janvier 1990   | 1er février 1990   | L'Oudon                     | L'Oudon                                      | F                                                                    | Arrêté préfectoral du 8 septembre 2016                               | 1er janvier 2017                                                     | Intégration à la commune nouvelle de Saint-Pierre-en-Auge                                                                             |
| Bures-sur-Dives            | 14114      | Arrêté préfectoral du 29 juin 1972      | 1er juillet 1972   | Troarn                      | Troarn                                       |                                                                      |                                                                      |                                                                      | |
| Neuilly-le-Malherbe        | 14463      | Arrêté préfectoral du 31 mars 1972      | 1er avril 1972     | Vacognes                    | Vacognes-Neuilly                             |                                                                      |                                                                      |                                                                      | |
| Escures-sur-Favières       | 14247      | Arrêté préfectoral du 16 septembre 1972 | 1er janvier 1973   | Vendeuvre                   | Vendeuvre                                    |                                                                      |                                                                      |                                                                      | |
| Grisy                      | 14321      | Arrêté préfectoral du 16 septembre 1972 | 1er janvier 1973   | Vendeuvre                   | Vendeuvre                                    |                                                                      |                                                                      |                                                                      | |
| Saint-Martin-de-Tallevende | 14631      | Arrêté préfectoral du 29 juin 1972      | 1er juillet 1972   | Vire                        | Vire                                         | F                                                                    | Arrêté préfectoral du 31 décembre 2015                               | 1er janvier 2016                                                     | La création de la commune nouvelle Vire Normandie entraine la suppression du statut de commune associée de Saint-Martin-de-Tallevende |